# Список награждённых орденом Ленина в 1939 году
Список из 1812 награждённых орденом Ленина в 1939 году
(в том числе 82 — одновременно впервые получивших звание  Герой Советского Союза, и 1 —  звание Герой Социалистического Труда). 
★ — награждённые посмертно, ≠ — впоследствии лишённые награды
Указами Президиума Верховного Совета СССР от:

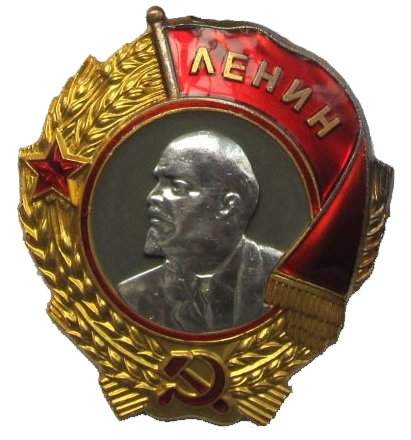
Орден Ленина третьего типа (1936—1943)

## Январь

### 16 января
- О награждении завода № 8 имени М. И. Калинина и работников завода

- «Ввиду исключительных заслуг перед страной в деле вооружения Рабоче-Крестьянской Красной Армии, создания и освоения новых образцов вооружения» награждены:

- Завод № 8 имени М. И. Калинина

1. Горемыкин, Пётр Николаевич — начальник 3-го главного управления НКОП, бывший начальник цеха завода № 8
2. Носовский, Наум Эммануилович — директор завода
3. Каневский, Борис Иванович — главный инженер
4. Логинов, Михаил Николаевич — главный конструктор

### 17 января
- О награждении работников коксовой промыышленности

- За «важнейшие изобретательские заслуги в коксовой промышленности» награждены:

1. Фридлянд, Зинаида Ильинична — старший инженер Главкокса НКТП
2. Ануров, Семён Андреевич — старший инженер Главкокса НКТП
3. Щеколдин, Николай Григорьевич — преподаватель Московского института хозяйственников НКТП

- О награждении работников «Подземгаз» НКТП

- За «научную разработку метода подземной газификации углей и успешное освоение этого метода на Горловской станции» награждены:

1. Матвеев, Василий Андрианович — начальник Главгаза
2. Скафа, Пётр Владимирович — главный инженер Горловской станции «Подземгаз»
3. Филиппов, Дмитрий Иванович — заместитель главного инженера Горловской станции «Подземгаз»

### 21 января
- О награждении передовиков сельского хозяйства Узбекской ССР

- За «выдающиеся успехи в сельском хозяйстве и особенно за перевыполнение плана по хлопку» награждены:

1. Абдуллаев, Джума — председатель колхоза им. Сталина Янги-Курганского района
2. Абдурахманов, Абдуджабар — председатель Совнаркома Узбекской ССР
3. Азизов, Джалил — тракторист Ургутской МТС Самаркандской области
4. Ахмедов, Джафар — директор второй Орджоникидзевской МТС
5. Ахунбабаев, Юлдаш — председатель Президиума Верховного Совета Узбекской ССР
6. Бакубаев, Маллябай — опытник-колхозник, «в настоящее время работающий в Наркомземе Узбекской ССР»
7. Батырова, Ильхон — трактористка, бригадный механик первой Сталинской МТС Ферганской области
8. Гадаев, Ачил — тракторист, комбайнер первой Катта-Курганской МТС Самаркандской области
9. Горобец, Иван Григорьевич — директор Нарынской МТС Ферганской области
10. Джумбаев, Патта — председатель колхоза «12 лет Октября» Янги-Юльского района Ташкентской области
11. Емцов, Сергей Константинович — секретарь Ферганского обкома партии
12. Ирматов, Нормат — директор первой Хазараспской МТС Хорезмской области
13. Кадырова, Рахатой — председатель Уйчинского райисполкома Ферганской области
14. Колесников, Фёдор Григорьевич — директор Мархаматской МТС Ферганской области
15. Курбанов, Маджид — звеньевой колхоза «Коммунизм» Каршинского района Бухарской области
16. Мамадалимов, Максуд Али — председатель колхоза имени Ахунбабаева Ленинского района Ферганской области
17. Махмудова, Пашша — председатель Гурленского райисполкома Хорезмской области
18. Муминов, Абдували — председатель колхоза имени Ворошилова, Уйчинского района
19. Норматов, Бегмат — колхозник-опытник колхоза «Бидари» Мирзачульского района Ташкентской области
20. Нурматов, Дехканбай — опытник-колхозник, «в настоящее время работающий в Наркомземе Узбекской ССР»
21. Нурматов, Джуракул — председатель колхоза имени Максим Горького Паст-Даргомского района Самаркандской области
22. Рабинов, Курбан — тракторист Куйбышевской МТС Ферганской области
23. Саидов, Маджид — секретарь Паст-Даргомского райкома партии
24. Таджибаев, Алимджан — звеньевой колхоза «Коминтерн» Андижанского района Ферганской области
25. Таджибаев, Талиб — тракторист второй МТС Калининского района Ташкентской области
26. Ташбаев, Ахмеджан — звеньевой колхоза имени Бельского Ташлакского района Ферганской области
27. Тохтаходжаев, Хасан — директор второй Наманганской МТС Ферганской области
28. Трофимов, Николай Павлович — секретарь Избаскентского райкома партии
29. Трумова, Урзия — председатель колхоза Алгабас Кара-Узякского района Кара-Калпакской АССР
30. Туйчиев, Мирза Кабул — тракторист, бригадный механик Уйчинской МТС
31. Тургунов, Мавлян — секретарь Андижанского горкома партии
32. Турдыев, Халил — секретарь Бухарского обкома партии
33. Халикеев, Курбанбай — секретарь Кара-Калпакского обкома партии
34. Хасанов, Гулям — тракторист, бригадный механик Самаркандской МТС
35. Худайназарова, Базар — звеньевая колхоза имени Ленина Гурленского района Хорезмской области
36. Юлдашев, Мухамеджан — секретарь Ташкентского обкома партии
37. Юсупов, Усман — секретарь ЦК КП(б) Узбекистана
38. Якубджанов, Мухамеджан — секретарь Хорезмского обкома партии

### 31 января
- О награждении советских писателей

- За «выдающиеся успехи и достижения в развитии советской художественной литературы» награждены:

1. Асеев, Николай Николаевич
2. Бажан, Николай Платонович
3. Вирта, Николай Евгеньевич
4. Гладков, Фёдор Васильевич
5. Дадиани, Шалва Николаевич
6. Демирчян, Дереник Карапетович
7. Катаев, Валентин Петрович
8. Колас, Якуб
9. Корнейчук, Александр Евдокимович
10. Купала, Янка
11. Маркиш, Перец Давыдович
12. Маршак, Самуил Яковлевич
13. Михалков, Сергей Владимирович
14. Павленко, Пётр Андреевич
15. Петров, Евгений Петрович
16. Погодин, Николай Фёдорович
17. Твардовский, Александр Трифонович
18. Тихонов, Николай Семёнович
19. Тычина, Павел Григорьевич
20. Фадеев, Александр Александрович
21. Шолохов, Михаил Александрович

## Февраль

### 1 февраля
- О награждении Московской киностудии — «Мосфильм»

- За «выпуск выдающихся по своим идейно-художественным и техническим качествам кинофильмов» награждена:

- Московская киностудия «Мосфильм»

- О награждении особо отличившихся работников кинематографии

- Награждены «особо отличившиеся работники кинематографии»:

1. Эйзенштейн, С. М. — режиссёр кинокартины «Александр Невский»
2. Иванов, А. Г. — режиссёр кинокартины «На границе»
3. Александров, Г. В. — сценарист и режиссёр кинокартины «Волга-Волга»
4. Черкасов, Н. К. — артист, исполнитель ролей Алексея, Александра Невского и М. Горького в кинокартинах «Пётр I» «Александр Невский» и «Ленин»
5. Орлова, Л. П. — исполнительница роли письмоносицы в кинокартине «Волга-Волга»

- О награждении работников Дальстроя

- За «перевыполнение плана производства по Дальстрою» награждены следующие особо отличившиеся работники Дальстроя:

1. Дубровский, Василий Филиппович — главный инженер прииска
2. Карпенко, Николай Иванович — начальник рудника
3. Наумов, Пётр Акимович — главный инженер прииска
4. Павлов, Карп Александрович — начальник Главного управления Дальстроя
5. Прун, Александр Григорьевич — главный инженер прииска
6. Флоров, Василий Аркадьевич — начальник Горного Управления

### 5 февраля
- О награждении завода № 92

- Ввиду «исключительных заслуг перед страной в деле вооружения Рабоче-Крестьянской Красной Армии, создания и освоения новых образцов вооружения» награждён:

- Завод № 92

- О награждении коллектива рабочих, инженеров и руководящих работников строительства второй очереди Московского Метрополитена

- За «успешное выполнение решения партии и правительства, обеспечение большевистских темпов в работе и овладение высокой техникой механизированного тоннелестроения при строительстве второй очереди Московского Метрополитена» награждён:

- Коллектив рабочих, инженеров и руководящих работников строительства второй очереди Московского Метрополитена

- О награждении работников строительства 2-й очереди Московского Метрополитена

- За «образцовую работу и обеспечение большевистских темпов в работе при строительстве 2-й очереди Московского Метрополитена» награждены:

1. Борисёнок, Григорий Васильевич — инженер, начальник участка шахты № 55
2. Востриков, Семён Иванович — бригадир-проходчик шахты № 52
3. Грабуздова, Мария Алексеевна — проходчик шахты № 61
4. Ивашков, Кузьма Наумович — бригадир-проходчик шахты № 68
5. Офицеров, Иван Дмитриевич — бригадир-проходчик шахты № 72
6. Полунин, Иван Афанасьевич — бригадир-проходчик шахты № 52
7. Румянцев, Александр Александрович — бригадир шахты № 79
8. Трошин, Сергей Фёдорович — бригадир-проходчик шахты № 57
9. Фёдорова, Татьяна Викторовна — бригадир-чеканщик шахты № 55

### 7 февраля
- О награждении работников завода № 172 им. Молотова

- За «выдающиеся успехи в деле освоения в производстве новых образцов вооружения и укрепления боевой мощи Красной Армии» награждены наиболее отличившиеся работники:

1. Баринов, Василий Иосифович — директор завода
2. Булашёв, Алексей Николаевич — главный конструктор завода
3. Петров, Фёдор Фёдорович — начальник опытного конструкторского бюро
4. Щербаков, Александр Егорович — парторг ЦК ВКП(б) завода

- О награждении передовых колхозов, МТС и совхозов Украинской ССР

- За «особо выдающиеся успехи в сельском хозяйстве» награждена:

- Сельскохозяйственная артель имени товарища Сталина Генического района Запорожской области

- О награждении передовиков сельского хозяйства Украинской ССР

- За «выдающиеся успехи в сельском хозяйстве и в особенности за перевыполнение планов основных сельскохозяйственных работ» награждены:

1. Ангелина, Надежда Никитична — трактористка женской тракторной бригады Старо-Бешевской МТС Сталинской области
2. Архипов, Иван Васильевич — секретарь Криворожского горкома КП(б)У Днепропетровской области
3. Бабенко, Аммос Семёнович — бригадир тракторной бригады Глинской МТС Кировоградской области
4. Барановская, Елена Александровна — звеньевая колхоза имени Тельмана Емельчанского района Житомирской области
5. Бенев, Пётр Григорьевич — директор Тираспольской МТС Молдавской АССР
6. Бербек, Акулина Лукьяновна — звеньевая колхоза «Лучафер Рош» Тираспольского района Молдавской АССР
7. Бидненко, Анна Федотовна — звеньевая колхоза имени Ленина, Бориспольского района Киевской области
8. Бовсуновская, Мария Даниловна — звеньевая колхоза «Перемога» Луганского района Житомирской области
9. Бондаренко, Наталья Ульяновна — доярка колхоза имени Кагановича, Киевского района Киевской области
10. Бондарчук, Пётр Калистратович — звеньевой колхоза имени Калинина, Барановского района Житомирской области
11. Борисов, Владимир Николаевич — заместитель Наркомзема УССР, бывший секретарь Молдавского обкома КП(б)У
12. Борн, Елизавета Яковлевна — доярка колхоза имени Петровского, Селидовского района Сталинской области
13. Бублик, Ефим Фёдорович — чабан колхоза «Червоний лан» Оржицкого района Полтавской области
14. Бурмистенко, Михаил Алексеевич — второй секретарь ЦК КП(б)У
15. Бутенко, Григорий Прокофьевич — председатель Харьковского облисполкома
16. Бутенко, Ксения Антоновна — доярка племхоза «Розовка» Нижне-Васильевского района Запорожской области
17. Бочаров, Аристарх Афанасьевич — бригадир тракторной бригады Волнухинской МТС Ворошиловградской области
18. Висовень, Иван Васильевич — старший конюх колхоза имени НКВД, Згуровского района Полтавской области
19. Величко, Иван Фёдорович — комбайнер Чумаковской МТС Днепропетровской области; в настоящее время заместитель председателя Томаковского райисполкома
20. Власов, Александр Иосифович — секретарь Каменец-Подольского обкома КП(б)У
21. Волощук, Дарья Андреевна — звеньевая колхоза имени Ворошилова Емельчанского района Житомирской области
22. Гаврилюк, Аврам Титович — тракторист Букского свеклосовхоза, Киевской области
23. Галаган, Яков Никитич — секретарь Генического райкома КП(б)У Запорожской области
24. Гарматюк-Геращенко, Анна Тихоновна — доярка совхоза «Красный партизан» Харьковской области
25. Герасименко, Иван Захарович — тракторист Озерянской МТС Киевской области
26. Гета, Гордей Илларионович — бригадир полеводческой бригады Згуровского свеклосовхоза Полтавской области
27. Гнатенко, Платон Иванович — заведующий птицефермой колхоза «2 пятилетка» Меловского района Ворошиловградской области
28. Гниленко, Николай Иванович — комбайнер Малаешской МТС Молдавской АССР
29. Голяк, Акулина Никитична — звеньевая колхоза «Червоний шлях» Емельчанского района Житомирской области
30. Грабован, Даниил Дмитриевич — бригадир полеводческой бригады колхоза «8 марта» Балтского района Молдавской АССР
31. Гречуха, Михаил Сергеевич — секретарь Житомирского обкома КП(б)У
32. Губский, Илья Степанович — свинарь колхоза «Перемога» Валковского района Харьковской области
33. Давиденко, Софья Михайловна — доярка колхоза имени Кагановича Киевского района Киевской области
34. Дедковская, Галина Ивановна — звеньевая колхоза имени Сталина, Черняховского района Житомирской области
35. Денешко, Агриппина Михайловна — звеньевая колхоза имени Карла Маркса Емельчанского района Житомирской области
36. Диденко, Сергей Иванович — тракторист Кобелякской МТС Полтавской области
37. Дехтяренко, Алексей Дмитриевич — бригадир тракторной бригады МТС имени Кагановича Одесской области
38. Диренько, Тимофей Акимович — старший конюх колхоза «Червоний пахар» Печенежского района Харьковской области
39. Довгий, Дмитрий Фёдорович — заведующий хатой-лабораторией колхоза имени Молотова Херсонского района Николаевской области
40. Драцько, Улита Семёновна — доярка колхоза «Зоря комунизму» Гельмязевского района Полтавской области
41. Дробный, Владимир Иванович — председатель колхоза имени Ленина Чемировецкого района Каменец-Подольской области
42. Жуковец, Анна Харитоновна — звеньевая колхоза имени Буденного Володарск-Волынского района Житомирской области
43. Засядьвовк, Андрей Ефимович — шофёр Одесской автобазы «Совхозтранса»
44. Забога, Анна Васильевна — доярка колхоза имени Ворошилова, Никопольского района Днепропетровской области
45. Задионченко, Семён Борисович — секретарь Днепропетровского обкома КП(б)У
46. Кальченко, Никифор Тимофеевич — председатель Одесского облисполкома
47. Караваев, Константин Семёнович — председатель Днепропетровского облисполкома
48. Квасов, Михаил Егорович — секретарь Ворошиловградского обкома КП(б)У
49. Кива, Василий Кузьмич — бригадир тракторной бригады Беспальчевской МТС Полтавской области
50. Кива, Иван Кузьмич — тракторист Беспальчевекой МТС Полтавской области
51. Калашников, Иосиф Архипович — секретарь Ирклеевского райкома КП(б)У Полтавской области
52. Крипак, Михаил Павлович — комбайнер Радионовской МТС Полтавской области
53. Катюшина, Ульяна Филипповна — звеньевая колхоза «Нове господарство» Словечанского района Житомирской области
54. Котвицкая, Матрёна  Михайловна — звеньевая колхоза «Червоний шлях» Емельчанского района Житомирской области
55. Кобзин, Ефим Никифорович — исполняющий обязанности председателя Киевского облисполкома
56. Козырев, Николай Владимирович — председатель оргкомитета Президиума Верховного Совета УССР по Каменец-Подольской области
57. Колыбанов, Анатолий Георгиевич — секретарь Одесского обкома КП(б)У
58. Константинов, Тихон Антонович — председатель Президиума Верховного Совета Молдавской АССР
59. Корниец, Леонид Романович — председатель Президиума Верховного Совета УССР
60. Коротченко, Демьян Сергеевич — председатель Совнаркома УССР
61. Костюченко, Сергей Филиппович — председатель Черниговского облисполкома
62. Котлярчук, Агафья Васильевна — колхозница-сортировщица льна в колхозе «Червона зiрка» Народичского района Житомирской области
63. Карась, Иван Алексеевич — бригадир тракторной бригады Черкасской МТС Киевской области
64. Коломиец, Демьян Иванович — бригадир тракторной бригады Черкасской МТС Киевской области
65. Комар, Мария Семёновна — свинарка колхоза имени 8 марта Володарского района Киевской области
66. Клышавчук, Василий Петрович — бригадир полеводческой бригады колхоза «Политотделец» Песчанского района Молдавской АССР
67. Кучеренко, Василий Петрович — тракторист Тираспольской МТС Молдавской АССР
68. Клименко, Фёдор Никитич — председатель колхоза имени Сталина Генического района Запорожской области
69. Коваль, Николай Сергеевич — огородник колхоза имени Ильича Запорожского района Запорожской области
70. Кравец, Марфа Ильинична — звеньевая колхоза имени XIII-летия Октября, Грушковского района Одесской области
71. Крымский, Владимир Яковлевич — бригадир тракторной бригады МТС имени Кагановича, Одесской области
72. Колбасюк, Андрей Никитич — директор Орынинской МТС Каменец-Подольской области; в настоящее время работает секретарем Ярмолинецкого райкома КП(б)У
73. Коржов, Степан Кондратьевич — свинарь колхоза «Червоний схiд» Ольховатского района Харьковской области
74. Коралов, Валерий Никитич — агроном-изобретатель, сконструировавшего узкорядную зерновую сеялку и посевной комбайн
75. Корчак, Василий Фёдорович — комбайнер Березнеговатской МТС Николаевской области
76. Кургуз, Алексей Афанасьевич — комбайнер Софиевской МТС Николаевской области
77. Кирпалов, Яков Васильевич — чабан-бригадир совхоза «Красный чабан» Николаевской области
78. Ковтун, Иван Григорьевич — бригадир тракторной бригады Незабудинской МТС Днепропетровской области
79. Коваленко, А. И. — доярка колхоза имени Ворошилова, Верхне-Тарасовского сельсовета, Ворошиловградской области
80. Колупаев, Прокофий Максимович — бригадир полеводческой бригады колхоза «Ударник» Покровского района Ворошиловградской области
81. Курка, Иван Варламович — тракторист Теплицкой МТС Винницкой области
82. Лазаренко, Надежда Ивановна — звеньевая колхоза «Червоний жовтень» Народичского района Житомирской области
83. Левченко, Андрей Фёдорович — председатель колхоза «Наша перемога» Царичанского района Днепропетровской области
84. Леженко, Даниил Дмитриевич — председатель оргкомитета Президиума Верховного Совета УССР по Запорожской области
85. Лымарь, Пётр Денисович — секретарь райкома КП(б)У района имени Петровского Киевской области
86. Любавин, Пётр Митрофанович — секретарь Сталинского обкома КП(б)У
87. Маковийчук, Демьян Федотович — тракторист Грушковской МТС Одесской области
88. Маляров, Андрей Семёнович — комбайнер МТС имени Шевченко, Одесской области
89. Мурза, Иван Филиппович — нарком земледелия УССР
90. Мышеловка, Карп Федотович — тракторист МТС имени Кагановича, Одесской области
91. Максимчук, Мария Фёдоровна — свинарка колхоза «Октябрь» Тальновского района Киевской области
92. Маляр, Евфросиния Алексеевна — звеньевая колхоза имени Петровского, Дымерского района Киевской области
93. Марков, Василий Сергеевич — второй секретарь Полтавского обкома КП(б)У
94. Мартыненко, Иван Михайлович — председатель оргкомитета Президиума Верховного Совета УССР по Полтавской области
95. Миргородченко, Фёдор Дмитриевич — комбайнер Ново-Миргородской МТС Кировоградской области
96. Мороз, Вера Ивановна — звеньевая колхоза «Память Ильича» Скадовского района Николаевской области
97. Мазур, Андрей Васильевич — секретарь Привольнянского райкома КП(б)У Николаевской области
98. Матюшин, Фёдор Семёнович — секретарь Оргбюро ЦК КП(б)У по Запорожской области
99. Майборода, Иван Павлович — начальник облЗУ Полтавской области
100. Мельников, Алексей Николаевич — секретарь Молдавского обкома КП(б)У
101. Мирошник, Александр Акимович — секретарь Оргбюро ЦК КП(б)У по Кировоградской области
102. Мищенко, Гавриил Корнеевич — секретарь Винницкого обкома КП(б)У
103. Мацюк, Анна Исааковна — звеньевая колхоза имени Калинина, Погребищенского района Винницкой области
104. Мельник, Кирилл Григорьевич — колхозник артели «Червоний передовик» Копайгородского района Винницкой области
105. Мищенко, Татьяна Ивановна — доярка колхоза имени Шевченко Мало-Девицкого района Черниговской области
106. Мороз, Роман Григорьевич — тракторист Авдеевской МТС Черниговской области
107. Николенко, Алексей Денисович — комбайнер Лозоватской МТС Кировоградской области
108. Озёрный, Марк Евстафьевич — звеньевой колхоза «Червоний партизан» Верхне-Днепровского района Днепропетровской области
109. Оноприенко, Максим Фёдорович — заведующий молочной племенной фермой колхоза имени Сталина Штеповского района Сумской области
110. Охота, Савва Дмитриевич — звеньевой колхоза «Червоний передовик» Копайгородского района Винницкой области
111. Пальоха, Сергей Наумович — секретарь Черкасского РК КП(б)У, Киевской области
112. Погорелая, Пелагея Яковлевна — звеньевая колхоза «Заря коммунизма» Лубенского района Полтавской области
113. Приходько, Василий Захарович — бригадир тракторной бригады МТС имени Шевченко Одесской области
114. Петенко, Ульяна Степановна — доярка племсовхоза «Тростянец» Черниговской области
115. Припутень, Савелий Моисеевич — тракторист Аджамской МТС Кировоградской области
116. Проволоцкая, Софья Федотовна — звеньевая совхоза имени Микояна, Кировоградской области; «в настоящее время инструктор стахановских методов работы Одесского Сахсвеклотреста»
117. Притуляк, Пётр Иванович — конюх колхоза имени Шевченко Ново-Архангельского района Кировоградской области
118. Петриченко, Елена Ивановна — звеньевая Денгофовского свеклосовхоза, Киевской области
119. Пилипенко, Мария Феоктистовна — звеньевая колхоза «Червона Украина» Лозовского района Харьковской области
120. Петрова, Вера Ивановна — доярка колхоза имени Кирова, Запорожского района Запорожской области
121. Рыбалочка, Мария Моисеевна — звеньевая колхоза имени Шевченко, Березнянского района Черниговской области
122. Рыжик, Степан Карпович — тракторист Добровеличковской МТС Кировоградской области
123. Рыльская, Харитона Фоминична — доярка колхоза имени Ленина Волчанского района Харьковской области
124. Сезоненко, Наталья Егоровна — звеньевая колхоза имени Куйбышева, Лубенского района Полтавской области
125. Скоморохов, Тимофей Лукьянович — секретарь Шполянского РК КП(б)У Киевской области
126. Сынек, Семён Михайлович — льнотеребильщик Куликовской МТС Черниговской области
127. Сытник, Александр Фёдорович — секретарь Александровского райкома КП(б)У Кировоградской области
128. Сивак, Дмитрий Маркович — свинарь колхоза имени Шевченко Октябрьского района Одесской области
129. Сочеслов, Михаил Ильич — председатель колхоза имени Октябрьской революции Одесского Пригородного района Одесской области
130. Соловьёв, Гурий Куприянович — директор Гликстальской МТС Молдавской АССР
131. Соколов, Семён Макарович — начальник облЗУ Киевской области
132. Старченко, Василий Фёдорович — заместитель председатель Совнаркома УССР
133. Стрешный, Георгий Ермолаевич — председатель Совнаркома Молдавской АССР
134. Силенко, Илларион Ильич — бригадир тракторной бригады Добровеличковской МТС Кировоградской области
135. Солод, Татьяна Алексеевна — колхозница артели имени Петровского, Емельчанского района Житомирской области
136. Спивак, Моисей Семёнович — заведующий ОРПО ЦК КП(б)У, бывший третий секретарь Киевского обкома КП(б)У
137. Стельмах, Иван Михайлович — бригадир тракторной бригады Корнинской МТС Житомирской области
138. Совяк, Прасковья Андреевна — звеньевая колхоза имени Котовского Каменец-Подольского района Каменец-Подольской области
139. Солошенко, Антон Ильич — секретарь Ново-Ушицкого райкома КП(б)У Каменец-Подольской области
140. Сечная, Анна Лаврентьевна — доярка колхоза «Искра» Серговского района Ворошиловградской области
141. Серобаба, Василий Тихонович — заведующий молочно-товарной фермой колхоза «Вiрний шлях» Штеповского района Сумской области
142. Табачек, Трофим Антонович — тракторист Бахмачской МТС Черниговской области
143. Ткач, Яков Никитович — секретарь Оргбюро ЦК КП(б)У по Сумской области
144. Таценко, Пётр Ильич — заведующий Культпросветотдела ЦК КП(б)У, бывший секретарь Ново-Николаевского РК КП(б)У Запорожской области
145. Терещенко, Григорий Герасимович — председатель колхоза имени «105» Харьковского района Харьковской области
146. Усевич, Надежда Никоноровна — трактористка Звенигородской МТС Киевской области
147. Фетисенко, Григорий Андреевич — бригадир полеводческой бригады колхоза «Жовтень» Нижне-Северского района Черниговской области
148. Филоненко, Ефросинья Никитична — свинарка колхоза имени XIV Октября, Сребнянского района Черниговской области
149. Федоряк, Прасковья Авксентьевна — доярка Рудянского свеклосовхоза, Киевской области
150. Фёдоров, Алексей Фёдорович — секретарь Черниговского обкома КП(б)У
151. Федорченко, Андрей Алексеевич — бригадир тракторной бригады Сумской МТС Сумской области
152. Филиппов, Иван Маркелович — председатель Оргкомитета Президиума Верховного Совета УССР по Николаевской области
153. Фролков, Алексей Андреевич — секретарь Харьковского обкома КП(б)У
154. Худолий, Марта Савична — звеньевая колхоза имени Петровского Радомысльского района Житомирской области
155. Хоменко, Назар Антонович — заведующий овцефермой колхоза имени XVII съезда ВКП(б) Покрово-Багачанского района Полтавской области
156. Хомченко, Мирон Давидович — чабан колхоза имени XII партсъезда, Еланецкого района Николаевской области
157. Ходков, Василий Васильевич — бригадир тракторной бригады Нижне-Воскресенской МТС Николаевской области
158. Халаим, Софья Максимовна — звеньевая колхоза имени Кагановича Васильковского района Киевской области
159. Хорошило, Пётр Фёдорович — тракторист Петропавловской МТС Днепропетровской области
160. Хобот, Иван Тимофеевич — дояр колхоза «Червона зоря» Лебединского района Сумской области
161. Цыхоцкий, Юрия Михайлович — тракторист Доманевской МТС Одесской области
162. Цебко, Ульяна Романовна — свинарка колхоза имени XIV партсъезда, Бахмачского района Черниговской области
163. Чипенко, Василий Яковлевич — звеньевой колхоза имени Ежова Ирклеевского района Полтавской области
164. Чернецкий, Гавриил Евстафьевич — комбайнер Мечетнянской МТС Одесской области
165. Черниенко, Елизар Петрович — тракторист Екатеринопольской МТС Киевской области
166. Чернявский, Корней Степанович — свинарь колхоза имени Ворошилова Снежнянского района Сталинской области
167. Черненко, Степанида Абрамовна — доярка племсовхоза «Аккермень» Мелитопольского района Запорожской области
168. Штерн, Ефим Борисович — директор Украинской научно-испытательной рисовой станции Вознесенского района Одесской области, под руководством которого выведен новый сорт риса № 2586
169. Шарпинский, Иван Петрович — комбайнер Ново-Миргородской МТС Кировоградской области
170. Шуляренко, Ефимия Игнатьевна — звеньевая колхоза «Червоний Жовтень» Народичского района Житомирской области
171. Шульга, Пётр Прокофьевич — старший конюх колхоза «Коминтерн» Лиманского района Сталинской области
172. Шафир, Иосиф Абрамович — звеньевой колхоза имени Сталина, Солобковецкого района Каменец-Подольской области
173. Шпилевой, Пётр Иванович — председатель Сталинского облисполкома
174. Шевцова, Матрёна  Андреевна — доярка Днепропетровского зерносовхоза, Днепропетровской области
175. Шевченко, Михаил Евгеньевич — председатель оргкомитета Президиума Верховного Совета УССР по Ворошиловградской области
176. Щербина, Ксения Павловна — доярка колхоза имени Сталина Штеповского района Сумской области
177. Эрик, Иосиф Иосифович — комбайнер Яновской МТС Одесской области
178. Юрьев, Василий Яковлевич — селекционер Харьковской областной государственной селекционной станции, доктор сельскохозяйственных наук; с 1918 по 1938 год вывел 13 новых сортов зерновых культур

### 8 февраля
- О награждении завода «Большевик»

- Ввиду «исключительных заслуг перед страной в деле вооружения Рабоче-Крестьянской Красной Армии и Военно-Морского Флота, создания и освоения новых образцов вооружения» награждён:

- Завод «Большевик»

- О награждении работников завода «Большевик»

- За «выдающиеся успехи в деле освоения в производстве новых образцов вооружения и укрепления боевой мощи Рабоче-Крестьянской Красной Армии и Военно-Морского Флота» награждены:

1. Гонор, Лев Робертович — главный инженер завода
2. Иванов, Илья Иванович — главный конструктор завода
3. Поваляев, Николай Петрович — слесарь-лекальщик
4. Рябиков, Василий Михайлович — секретарь парткома
5. Устинов, Дмитрий Фёдорович — директор завода
6. Щучкин, Даниил Петрович — сталевар

### 10 февраля
- О награждении работников завода № 22

- За «выдающиеся успехи по обеспечения Красного Воздушного Флота военной техникой» награждены следующие наиболее отличившиеся работники орденоносного завода № 22:

1. Алексеев, Иван Сергеевич — старший мастер цеха № 3
2. Кашаев, Михаил Максимович — фрезеровщик цеха № 2
3. Кузнецов, Александр Иванович — парторг ЦК ВКП(б)
4. Лебедев, Семён Иванович — слесарь цеха № 1
5. Окулов, Василий Андреевич — директор завода

- О награждении работников завода № 95

- За заслуги в деле освоения и обеспечения материалами оборонной промышленности награждены следующие наиболее отличившиеся работники:

1. Виштынецкий, Исай Соломонович — директор завода
2. Окунев, Иван Васильевич — секретарь парткома

### 12 февраля
- О награждении работников бывшей Горной Академии и Московского Горного института имени И. В. Сталина

- В связи с двадцатилетием со дня создания Горной Академии — ныне Московского Горного института имени И.В. Сталин, и институтов: Нефтяного, Геолого-разведочного, Торфяного, Цветных металлов и золота и института Стали, выросших на базе Московской Горной Академии, за «долголетнюю честную работу по выращивания и воспитания технических, кадров для промышленности» награждён:

- Ильичёв, Александр Семёнович — профессор, член-корреспондент Академии Наук СССР

### 13 февраля
- О награждении передовиков сельского хозяйства Московской области

- За «выдающиеся успехи в сельском хозяйстве и в частности за достижение высоких показателей по животноводству» награждены:

1. Абрамова, Наталия Венедиктовна — звеньевая колхоза им. Кагановича Куровского района, инициатор областного соревнования за высокие урожаи картофеля
2. Буданова, Матрёна Спиридоновна — доярка совхоза «Назарьево» Звенигородского района
3. Букотина, Анна Харитоновна — доярка колхоза им. Тельмана Раменского района
4. Вавохина, Евдокия Григорьевна — инициатор стахановского движения доярок, заведующая МТФ колхоза им. Тельмана Раменского района
5. Ведёхина, Прасковья Семёновна — свинарка колхоза «Красный пахарь» Михневского района
6. Егоров, Иван Степанович — председатель колхоза «Победа» Дмитровского района
7. Жуков, Иван Григорьевич — бригадир тракторной бригады Ульянинской МТС Бронницкого района
8. Кащеев, Сергей Васильевич — председатель колхоза «Пламя» Раменского района
9. Карпов, Фёдор Андреевич — директор совхоза «Большевик» Серпуховского района
10. Кириченко, Анна Петровна — доярка племхоза «Врачево-Горки» Луховицкого района
11. Комарова, Екатерина Феоктистовна — льнотеребильщица Осташевской МТС Волоколамского района
12. Кучеренко, Ольга Николаевна — доярка колхоза «Путь к коммунизму» Раменского района
13. Кулешова, Александра Александровна — доярка МТФ колхоза им. Будённого Луховицкого района
14. Куфтина, Прасковья Петровна — звеньевая по льну колхоза деревни Лебзино, Талдомского района
15. Кудряшов, Максим Васильевич — участковый агроном Дмитровского района
16. Миллионков, Николай Алексеевич — бригадир колхоза им. Будённого Ухтомского района
17. Нартова, Екатерина Дмитриевна — доярка колхоза «Красная заря» Луховицкого района, инициатор стахановского движения доярок
18. Пальцев, Георгий Николаевич — секретарь Раменского райкома ВКП(б), «в настоящее время председатель Мособлисполкома»
19. Петровский, Александр Петрович — секретарь Луховицкого райкома ВКП(б)
20. Поздняков, Иван Александрович — председатель колхоза им. Сталина Луховицкого района
21. Сотников, Николай Иванович — бригадир тракторной бригады Каширской МТС
22. Хренкина, Мария Павловна — телятница колхоза им. Будённого Городнянского сельсовета Луховицкого района

### 15 февраля
- О награждении академика Крылова А. Н.

- В связи с 75-летием со дня рождения, отмечая «огромную плодотворную научную деятельность» в области отечественного кораблестроения», награждёны:

- академик Крылов, Алексей Николаевич

- О награждении передовиков сельского хозяйства Казахской ССР

- За «выдающиеся успехи в сельском хозяйстве, в особенности в области развития животноводства, и перевыполнение плана по зерну» награждены:

1. Аюпов, Садык — бригадир тракторной бригады Новотроицкой МТС Алма-Атинской области
2. Андронов, Иван Фёдорович — тракторист Фёдоровского зерносовхоза Фёдоровского района Кустанайской области
3. Байкут, Артём Невменович — комбайнер Карачеганской МТС Западно-Казахстанской области
4. Бутенко, Григорий Нестерович — председатель колхоза «12 лет Октября» Красноармейского района Северо-Казахстанской области
5. Бондаренко, Ефим Петрович — секретарь Красноармейского райкома КП(б)К Северо-Казахстанской области
6. Белгужаев, Нагизбек — тракторист Узунагачской МТС Джамбулского района Алма-Атинской области
7. Гавриленко, Виктор Григорьевич — тракторист Никольской МТС Восточно-Казахстанской области
8. Джумантаев, Сагындык — колхозник-опытник колхоза «Майюдатал» Туркестанского района Южно-Казахстанской области
9. Ердынбеков, Кужа — тракторист Тансыкской МТС Аягузского района Алма-Атинской области
10. Жантыбаев, Малыш — председатель колхоза «Алгабас» Келесского района Южно-Казахстанской области
11. Жаворонков, Андрей Яковлевич — директор МТС имени Сталина Макинского района Северо-Казахстанской области
12. Затько, Пётр Васильевич — шофёр колхоза «Большевик» Цюрупинского района Павлодарской области
13. Казакпаев, Абдысамат — председатель Президиума Верховного Совета Казахской ССР
14. Коток, Гавриил Северианович — комбайнер Щербактинской МТС Цюрупинского района Павлодарской области
15. Керембаева, Кербез — председатель колхоза «Ерназар» Каратальского района Алма-Атинской области
16. Каирбекова, Катиш — звеньевая колхоза «Кзыл-Ту» Илийского района Алма-Атинской области
17. Махмутов, Абдулла — тракторист Чимкентской МТС Южно-Казахстанской области
18. Мальков, Василий Семёнович — бригадир колхоза «12-й годовщины Октября» Щучинского района Северо-Казахстанской области
19. Петров, Трофим Григорьевич — тракторист Самарской МТС Восточно-Казахстанской области
20. Скворцов, Николай Александрович — секретарь ЦК КП(б)К.
21. Садыков, Асылбек — тракторист Березовской МТС Восточно-Казахстанской области
22. Тытарбекова, Наужан — звеньевая колхоза «Кукузек» Свердловского района Южно-Казахстанской области, инструктор стахановских методов труда
23. Ундасынов, Нуртас — председатель Совета Народных комиссаров Казахской ССР
24. Фёдоров, Иван Иванович — тракторист Фёдоровского зерносовхоза Фёдоровского района Кустанайской области
25. Шульгин, Иван Леонтьевич — директор зерносовхоза имени Кирова Бейнеткорского района Северо-Казахстанской области

### 17 февраля
- О награждении коллективов рабочих, инженерно-технических работников и служащих угольных шахт Донбасса

- За «перевыполнение плана добычи угля, организацию стахановской работы, высокие показатели цикличности и хорошую подготовку фронта работ» награждены коллективы рабочих, инженерно-технических, работников и служащих следующих шахт:

1. Шахты № 18 им. Сталина треста «Снежнянантрацит» комбината «Сталинуголь»
2. Шахты «Александр-Запад» треста «Артёмуголь» комбината «Сталинуголь»
3. Шахты № 9 треста «Снежнянантрацит» комбината «Сталинуголь»

- О награждении коллектива рабочих, хозяйственных и инженерно-технических работников завода «Свет шахтера»

- За «образцовую стахановскую работу, перевыполнение плана и успешное освоение новых машин» награждён:

- коллектив рабочих, хозяйственных и пнженерно-технических работников завода «Свет шахтёра»

- О награждении работников угольной промышленности

- За «выдающиеся успехи в деле подъёма угольной промышленности» награждены:

а) по «Сталинуглю» (Донбасс)
1. Гордиенко, Николай Иванович — управляющий трестом «Артёмуголь»
2. Застава, Семён Андреевич — заведующий шахтой «Капитальная» треста «Макеевуголь»
3. Засядько, Александр Фёдорович — заведующий и главный инженер шахты № 10 треста «Снежнянантрацит»
4. Завалишин, Николай Павлович — бывший заведующий шахтой № 9 треста «Снежнянантрацит», ныне управляющий трестом «Снежнянантрацит»
5. Калмыков, Михаил Давыдович — навалоотбойщик шахты им. Орджоникидзе треста «Макеевуголь»
6. Карпов, Николай Борисович — бывший управляющий трестом «Сталинуголь», ныне главный инженер комбината «Сталинуголь»
7. Корниенко, Виктор Павлович — начальник участка шахты № 1 им. Челюскинцев треста «Сталинуголь»
8. Кретов, Николай Трофимович — машинист врубовой машины шахты им. Сталина треста «Снежнянантранит»
9. Крячек, Иван Васильевич — бывший главный инженер шахты им. Калинина треста «Артёмуголь», ныне главный инженер треста «Артёмуголь»
10. Лежепёков, Михаил Петрович — забойщик шахты «Кочегарка» треста «Артёмуголь»
11. Мартыненко, Михаил Фёдорович — крепильщик шахты № 11/12 треста «Дзержинскуголь»
12. Москвина, Елизавета Петровна — заведующая механическими мастерскими треста «Чистяковантрацит»
13. Пастернак, Дмитрий Ильич — начальник участка шахты № 17/17-бис треста «Сталинуголь»
14. Резников, Никифор Петрович — бывший заведующий шахтой им. Орджоникидзе треста «Макеевуголь», ныне управляющий трестом «Будённовуголь»
15. Россочинский, Иван Яковлевич — управляющий трестом «Макеевуголь»
16. Соловьёв, Иван Николаевич — крепильщик шахты им. Артёма треста «Дзержинскуголь»
17. Скорбик, Николай Иванович — навалопереносчик шахты № 10 треста «Снежнянантрацит»
18. Тютюников, Илья Матвеевич — управляющий трестом «Орджоникидзеуголь»
19. Чудин, Тимофей Прохорович — заведующий шахтой № 5/6 им. Димитрова треста «Красноармейскуголь»
20. Шашацкий, Иван Афанасьевич — заведующий шахтой «Кочегарка» треста «Артёмуголь»
21. Щербаков, Александр Сергеевич — бывший секретарь Сталинского обкома, ныне секретарь Московского обкома

б) по «Ворошиловградуглю» (Донбасс)
1. Бахмутский, Алексей Иванович — главный механик треста «Первомайскуголь», изобретатель комбайна
2. Гвоздырьков, Николай Георгиевич — заведующий шахтой № 22/6 треста «Кировуголь»
3. Дубинский, Павел Ефимович — машинист врубмашины шахты № 22-53 треста «Боковантрацит»
4. Корнеев, Василий Григорьевич — забойщик шахты им. Сталина треста «Сергоуголь»
5. Матюшев, Пётр Петрович — инструктор стахановских методов работы треста «Краснодонуголь»
6. Поддуев, Семён Петрович — управляющий трестом «Ворошиловуголь» (бывший заведующий шахтой № 5 «Сталинуголь»).
7. Холодков, Михаил Иванович — крепильщик шахты им. Сталина треста «Сергоуголь»
8. Шахов, Григорий Иванович — начальник участка шахты им. Сталина треста «Сергоуголь»
9. Шевченко, Василий Данилович — начальник участка шахты имени Сталина треста «Сергоуголь»
10. Юхман, Иван Артемьевич — управляющий трестом «Донбассантрацит»

в) по «Ростовуглю» (Донбасс)
1. Березнёв, Пётр Алексеевич — начальник участка шахты «Углерод» треста «Несветайантрацит»
2. Ваденко, Павел Павлович — крепильщик шахты им. Артёма треста «Шахтантрацит»
3. Добрянский, Антон Николаевич — заведующий шахтой им. Пролетарской диктатуры треста «Шахтантрацит»
4. Жученко, Михаил Андреевич — бывший заведующий шахтой «10 лет ЗИ», ныне управляющий трестом «Шахтантрацит»
5. Митюшкин, Александр Иванович — главный инженер шахты «10 лет ЗИ» треста «Шахтантрацит»
6. Поченков, Кондрат Иванович — управляющий трестом «Несветайантрацит»
7. Спицин, Георгий Георгиевич — начальник комбината «Ростовуголь»

г) по «Кузбассуглю»
1. Волостнов, Николай Павлович — бывший заведующий шахтой № 4-10, ныне управляющий трестом «Кагановичуголь»
2. Осадчий, Константин Фёдорович — забойщик шахты им. Кирова треста «Ленинуголь»
3. Печенев, Дорофей Ильич — начальник участка № 15 шахты им. Сталина треста «Сталинуголь»
4. Сакирник, Роман Парфентьевич — бригадир проходческой бригады шахты им. Ворошилова треста «Прокопьевскуголь»
5. Свиридов, Сергей Иванович — машинист врубовой машины шахты им. Кирова треста «Ленинуголь»

д) по «Москвоуглю» 
1. Комальдинов, Мингол — врубмашинист шахты № 13 треста «Сталиногорскуголь»
2. Прощалыкин, Алексей Семёнович — заведующий Малевской группой шахт треста «Товарковуголь»
3. Тарута, Иван Васильевич — бригадир-проходчик шахты № 26 «Мосбасстроя»
4. Тишин, Григорий Иванович — заведующий шахтой № 16 треста «Сталиногорскуголь»
5. Шаталин, Сергей Петрович — заведующий шахтой № 8 треста «Болоховуголь»

е) по «Уралуглю» 
1. Верещагин, Павел Степанович — заведующий шахтой им. Урицкого треста «Кизелуголь»
2. Погудин, Пётр Яковлевич — бывший заведующий шахтой имени Ленина треста «Кизелуголь»
3. Русских, Иван Захарович — начальник участка шахты № 201 треста «Челябуголь»

ж) по «Карагандауглю»
1. Герасимов, Николай Кириллович — заведующий шахтой № 26 треста «Карагандауголь»
2. Кишкентаев, Ильяс — бригадир навалоотбойщиков шахты № 1
3. Кузембаев, Тусуп — заведующий шахтой № 1 треста «Карагандауголь»

з) по «Востсибуглю»
1. Вдовиченко, Матвей Григорьевич — машинист врубмашины шахты № 5-бис
2. Кожевников, Николай Андреевич — управляющий трестом «Востсибуголь»
3. Хведелидзе, Акакий Феофанович — начальник участка шахты № 7

и) по «Дальуглю»
1. Базалей, Михаил Дмитриевич — начальник участка шахты № 3 треста «Артёмуголь»
2. Исайкин, Пантелей Евдокимович — крепильщик шахты № 1 треста «Артёмуголь»
3. Поляков, Давид Дмитриевич — заведующий шахтой № 22 треста «Сучануголь»

к) по «Средазуглю»
1. Сибирзянов, Рахимзян — бригадир-забойщик шахты № 4 рудника «Сулюкта»

л) по «Ткварчелуглю» 
1. Хунтуа, Николай Дмитриевич — проходчик шахты им. Сталина

м) по «Тквибулуглю» 
1. Цирекидзе, Василий Степанович — забойщик шахты им. Ленина

о) по «Востуглю»
1. Прохоров, Николай Петрович — заведующий Тарновской шахтой

- О награждении работников электростанций и электросетей, обслуживающих угольные бассейны

- За «образцовую работу по бесперебойному снабжения электроэнергией угольных шахт Донецкого, Подмосковного, Кузнецкого и Уральского угольных бассейнов» награждены:

1. Ерохин, Иван Ананьевич — управляющий Донэнерго, бывший директор Сталиногорской ГРЭС Мосэнерго
2. Колбаса, Иван Елисеевич — кочегар Штеровской ГРЭС Донэнерго
3. Костогрыз, Сергей Андреевич — директор Алмазо-Марьевского сетевого района Донэнерго

- О награждении работников заводов «Главуглемаша»

- За «выполнение плана 1938 года по выпуску машин и оборудования для угольной промышленности, за проявленные стахановские образцы работы на отдельных участках» награждены:

1. Горшков, Максим Фёдорович — директор завода «Свет шахтёра»
2. Слюсаренко, Трофим Нестерович — плавильщик медно-литейного цеха завода «Свет шахтёра»

- О награждении работников Шахтостроя

- За «успешное окончание в течение одного года строительства четырех крупных механизированных угольных шахт индустриального типа в Донбассе, производительностью 1000 тонн добычи угля в сутки каждая, и за стахановские образцы работы на строительстве других шахт» награждены:

1. Бережной, Дмитрий Викторович — бригадир-проходчик шахты «Западная-Капитальная»
2. Езопов, Михаил Николаевич — начальник строительства шахты «Пролетарская»

### 21 февраля
- О награждении передовиков сельского хозяйства Ростовской области

- За «выдающиеся успехи в сельском хозяйстве и в особенности за перевыполнение планов по урожайности зерновых и технических культур» награждены:

1. Бабин, Семён Алексеевич — бригадир тракторной бригады Персиановской МТС Новочеркасского района
2. Банкин, Иван Иванович — комбайнер Приволенского совхоза Ремонтинского района
3. Бурина, Анна Александровна — директор Ольгенфельдской МТС Александровского района
4. Величко, Надежда Фёдоровна — бригадир женской тракторной бригады Атаманской МТС Егорлыкского района
5. Власенко, Николай Дмитриевич — научный сотрудник НИМИС'а учебно-опытного зерносовхоза № 2, изобретатель тракторных сцепок и автора усовершенствования комбайна
6. Глебов, Михаил Кондратьевич — чабан колхоза им. Ордена Ленина Орловского района
7. Двинский, Борис Александрович — секретарь Ростовского областного комитета ВКП(б)
8. Коваленко, Яков Сергеевич — бригадир полеводческой бригады колхоза «Зажиточный» Неклиновского района
9. Кривошеин, Дмитрий Александрович — заместитель председателя Ростовского областного исполнительного комитета
10. Королёва, Марфа Арсентьевна — звеньевая колхоза «Победа» Матвеево-Курганского района
11. Курепин, Иван Иванович — председатель колхоза им. Ордена Ленина, Орловского района
12. Маторина, Мария Яковлевна — старший свинарь колхоза «Советский пахарь» Сельского района
13. Сабинин, Моисей Яковлевич — старший механик, бывший комбайнер НовоселовскоЙ МТС Орловского района
14. Стрельцова, Ксения Григорьевна — доярка колхоза «Заветы Ильича» Азовского района
15. Шаповалов, Пётр Григорьевич — бригадир тракторной бригады Тацинской МТС Тацинского района

### 22 февраля
- О присвоении звания  Героя Советского Союза командирам Рабоче-Крестьянской Красной Армии

- За «образцовое выполнение специальных заданий Правительства по укреплению оборонной мощи Советского Союза и за проявленное геройство» награждены:

1. майор Боровков, Орест Николаевич
2. майор Гайдаренко, Степан Степанович
3. майор Герасимов, Николай Семёнович
4. майор Грицевец, Сергей Иванович
5. полковник Губенко, Антон Алексеевич
6. капитан 2-го ранга Египко, Николай Павлович
7. старший лейтенант Зверев, Василий Васильевич
8. капитан Коробков, Павел Терентьевич
9. майор Кравченко, Григорий Пантелеевич
10. младший командир Марченков, Марк Николаевич ★
11. полковник Николаенко, Евгений Макарович
12. полковник Осипенко, Александр Степанович

- О награждении командиров, политработников, инженеров, врачей, техников, младших командиров и красноармейцев Рабоче-Крестьянской Красной Армии

- За «образцовое выполнение специальных заданий Правительства по укрепления оборонной мощи Советского Союза и за выдающиеся успехи в боевой, политической и технической подготовке соединений, частей и подразделений Рабоче-Крестьянской Красной Армии» награждены:

1. старший лейтенант Башмаков, Пётр Дмитриевич
2. батальонный комиссар Богатырёв, Фёдор Иванович
3. старший лейтенант Большаков, Алексей Васильевич
4. лейтенант Бородай, Борис Герасимович
5. полковник Васильев, Адриан Васильевич
6. комбриг Володин, Павел Семёнович ≠
7. капитан Глушенков, Никифор Эммануилович
8. воентехник 1-го ранга Дьячков, Митрофан Иванович
9. лейтенант Жердев, Николай Прокофьевич
10. майор Ильин, Александр Михайлович
11. старший лейтенант Карпенко, Михаил Спиридонович
12. лейтенант Красноглазов, Николай Михайлович
13. воентехник 1-го ранга Кубиков, Анатолий Александрович
14. майор Ленчик, Иван Григорьевич
15. полковник Лисин, Василий Тимофеевич
16. майор Лисов, Митрофан Андреевич
17. майор Лукин, Афанасий Кузьмич
18. воентехник 1-го ранга Мягков, Виталий Михайлович
19. старший лейтенант Неделин, Пётр Иванович
20. воентехник 2-го ранга Пехов, Александр Тимофеевич
21. майор Попов, Валентин Николаевич
22. старший лейтенант Семёнов, Николай Васильевич
23. лейтенант Семенко, Виктор Михайлович
24. майор Суворов, Василий Иванович
25. полковник Тхор, Григорий Илларионович
26. лейтенант Федосеев, Михаил Андреевич
27. капитан Фиников, Владимир Владимирович
28. лейтенант Царьков, Дмитрий Андрианович
29. лейтенант Ярковой, Анастасий Никифорович

### 23 февраля
- О награждении тов. Ванникова Б. Л.

- За «успешную работу, обеспечившую артиллерийским и оружейным заводам выполнение производственной программы 1938 года и освоение новых видов вооружения», награждён:

- Ванников, Борис Львович — бывший заместитель народного комиссара оборонной промышленности, ныне народный комиссар вооружения СССР

- О награждении народной артистки СССР Корчагиной-Александровской Е. П.

- В связи с исполняющимся 50-летием выдающейся артистической деятельности артистки Ленинградского Государственного Академического театра имени А. С. Пушкина награждена:

- народная артистка СССР Корчагина-Александровская, Екатерина Павловна

### 28 февраля
- О награждении передовиков сельского хозяйства Белорусской ССР

- За «выдающиеся успехи в сельском хозяйстве, в особенности за перевыполнение планов по льноводству и животноводству» награждены:

1. Бохан, Иван Александрович — бригадир тракторной бригады Борковичской МТС Дриссенского района
2. Бондаренко, Пётр Венедиктович — секретарь Туровского райкома КП(б)Б, ныне секретарь Паричского райкома КП(б)Б
3. Быков, Алексей Филиппович — бригадир тракторной бригады Борковичской МТС Дриссенского района
4. Воронков, Василий Павлович — директор Борковичской МТС Дриссенского района
5. Горовцов, Владимир Фомич — комбайнер Жлобинской МТС Жлобинского района
6. Гращенко, Филипп Власович — заведующий райзо Туровского района
7. Грекова, Надежда Григорьевна — третий секретарь ЦК КП(б)Б
8. Киселёв, Кузьма Венедиктович — председатель Совнаркома БССР
9. Клименок, Василий Павлович — председатель колхоза «Лепшая доля» Паричского района
10. Кольцов, Пётр Алексеевич — второй секретарь ЦК КП(б)Б
11. Кондерева, Анна Ильинична — звеньевая колхоза «Юный коммунар» Чаусского района
12. Корзун, Виктор Павлович — заведующий овцефермой колхоза «Красный восход» Кировского района
13. Корякин, Иван Николаевич — председатель колхоза им. Володарского Могилевского района
14. Крупеня, Иван Онуфриевич — председатель Витебского облисполкома
15. Кулагин, Михаил Васильевич — нарком земледелия и заместитель председателя Совнаркома БССР
16. Мельников, Сергей Петрович — председатель Витебского облисполкома, ныне уполномоченный Наркомзага по БССР
17. Наталевич, Никифор Яковлевич — председатель Президиума Верховного Совета БССР
18. Петров, Иона Ионович — старший агроном райзо Копыльского района
19. Пономаренко, Пантелеймон Кондратьевич — секретарь ЦК КП(б)Б
20. Радченко, Антон Иванович — звеньевой колхоза им. Тельмана Брагинского района
21. Радькин, Илья Дмитриевич — бригадир племхоза «Крынки» Лиознянского района
22. Стулов, Иван Андреевич — секретарь Витебского обкома КП(б)Б
23. Титкова, Анастасия Григорьевна — звеньевая колхоза «Коминтерн» Чечерского района
24. Трушкевич, Фёдор Фомич — председатель колхоза «Красный огородник» Минского района
25. Филькина, Фёкла Петровна — звеньевая колхоза «Первое мая» Мстиславльского район

## Март

### 5 марта
- О награждении работников завода № 39

- За «успешную работу в деле укрепления обороноспособности страны» награждены отличившиеся работники завода № 39:

1. Вихляев, Владимир Фёдорович — клепальщик
2. Гневашев, Семён Степанович — слесарь-сборщик
3. Журавлёв, Вениамин Иванович — директор завода
4. Ярунин, Афанасий Михайлович — парторг ЦК ВКП(б)

- О награждении работников завода имени Авиахима

- За «исключительные заслуги по обеспечения Красного Воздушного Флота военной техникой наградить» награждены следующие работники завода имени Авиахима:

1. Воронин, Павел Андреевич — директор завода
2. Власов, Андрей Фёдорович — строгальщик
3. Дементьев, Пётр Васильевич — главный инженер
4. Романов, Пётр Семёнович — начальник цеха
5. Фролов, Николай Александрович — токарь

- О награждении работников завода № 26

- За «успешное выполнение правительственного задания по укрепления обороноспособности страны» награждены следующие работники завода № 26:

1. Лаврентьев, Пётр Денисович — начальник цеха
2. Мелентьев, Александр Константинович — слесарь отдела механика
3. Найдёнова, Ирина Михайловна
4. Пикулин, Александр Михайлович — мастер

### 7 марта
- О награждении работников больницы № 1 при Наркомздраве СССР

- За «выдающиеся заслуги в области хирургии и лечебной помощи больным в больнице № 1 при Наркомздраве СССР» награждены:

1. профессор Спасокукоцкий, Сергей Иванович
2. профессор Очкин, Алексей Дмитриевич

- О награждении тов. Токарева Ф. В.

- За «выдающиеся успехи по конструированию образцов стрелкового вооружения для Рабоче-Крестьянской Красной Армии» награждён:

- конструктор Токарев, Фёдор Васильевич

### 10 марта
- О награждении председателя Комитета по делам кинематографии при СНК СССР тов. Дукельского С. С.

- За «выдающиеся заслуги в деле развития советской кинематографии» награждён:

- Председатель Комитета по делам кинематографии при СНК СССР тов. Дукельский, Семён Семёнович

### 11 марта
- О награждении Ленинградского Государственного Академического театра оперы и балета имени С. М. Кирова

- За «выдающиеся заслуги в развитии оперного и балетного искусства и воспитание мастеров музыкальной культуры» награждён :

- Ленинградский Государственный Академический театр оперы и балета имени С. М. Кирова

- О награждении артистов Ленинградского Государственного Академического театра оперы и балета имени С. М. Кирова

- За «выдающиеся заслуги в развитии оперного и балетного искусства» награждены:

1. Андреев, Павел Захарович — народный артист РСФСР
2. Печковский, Николай Константинович — заслуженный артист РСФСР

- О награждении Ленинградского Государственного Академического Малого оперного театра

- За «выдающиеся заслуги в создании советской оперы», в связи с 20-летним юбилеем, награждён:

- Ленинградский Государственный Академический Малый оперный театр

- О награждении артистов Ленинградского Государственного Академического Малого оперного театра

- За «выдающиеся заслуги в развитии советской оперы», в связи с 20-летним юбилеем Ленинградского Государственного Академического Малого оперного театра награждён:

- Дзержинский, Иван Иванович — композитор

- О награждении артистов Ленинградского Большого Драматического театра имени А.М. Горького

- За «успешную деятельность в развитии советской театральной культуры, в связи с 20-летним юбилеем Ленинградского Большого Драматического театра имени А.М. Горького», награждён:

- Бабочкин, Борис Андреевич — народный артист РСФСР, художественный руководитель театра

### 14 марта
- О награждении Т. Т. Логинова Л. А., Паршина С. Я., Поскрёбышева А. Н., Силиной Т. К., Суховой Е. Н. и других

- За «продолжительную образцовую и самоотверженную работу в аппарате руководящих органов ВКП(б)» награждены:

1. Логинов, Леонид Александрович
2. Паршин, Сергей Яковлевич
3. Поскрёбышев, Александр Николаевич
4. Силина, Татьяна Константиновна
5. Сухова, Елизавета Николаевна
6. Чернуха, Владимир Наумович
7. Чечулин, Сергей Фёдорович

### 26 марта
- О награждении работников и коллективов рабочих, инженерно-технических служащих предприятий чёрной металлургии

- За «перевыполнение плана, организацию стахановской работы, досрочное выполнение важнейших государственных заданий» награждены:

1. Коллектив рабочих, служащих, инженерно-технических и хозяйственных работников металлургического завода имени Ленина в г. Днепропетровске
2. Коллектив рабочих, служащих, инженерно-технических и хозяйственных работников металлургического завода «Серп и Молот» в г. Москве
3. Коллектив рабочих, служащих, инженерно-технических и хозяйственных работников Сталинградского металлургического завода «Красный Октябрь»

- О награждении работников чёрной металлургии

- За «проявленные образцы стахановской работы на отдельных заводах, рудниках, цехах, агрегатах металлургической промышленности» награждены:

1. Андгуладзе, Григорий Иосифович — управляющий Чиатурским марганцевым трестом
2. Артюхов, Степан Петрович — инженер-исследователь Трубного института
3. Белан, Роман Васильевич — бывший заместитель начальника доменного цеха комбината «Запорожсталь», ныне директор Кузнецкого металлургического комбината имени Сталина
4. Белич, Андрей Никитович — прокатчик штрипсового стана Макеевского металлургического завода им. Кирова
5. Боковели, Платон Семёнович — забойщик рудника им. Кагановича Чиатурского марганцевого треста
6. Бойко, Михаил Акимович — сталевар металлургического комбината «Запорожсталь»
7. Бурьба, Максим Иванович — каталь доменного цеха Орджоникидзенского металлургического завода
8. Горбулёв, Никита Константинович — мастер доменного цеха Криворожского металлургического завода
9. Горностаев, Василий Кононович — мастер доменной печи № 2 Кузнецкого металлургического комбината имени Сталина
10. Гофман, Ольга Борисовна — начальник томассовского цеха Керченского металлургического завода им. Войкова
11. Грушевой, Константин Степанович — бывший сталевар металлургического завода имени Дзержинского, ныне секретарь Днепропетровского обкома КП(б)У
12. Гускин, Павел Алексеевич — паровозный мастер Магнитогорского металлургического комбината имени Сталина
13. Грушин, Степан Александрович — сталевар сталелитейного цеха металлургического завода «Электросталь»
14. Губкин, Павлин Николаевич — директор Златоустовского металлургического завода
15. Духан, Наум Савельевич — старший инженер цеха завода имени К. Либкнехта
16. Иванов, Константин Николаевич — бывший главный инженер Магнитогорского металлургического комбината имени Сталина, ныне директор того же комбината
17. Ивановский, Георгий Иванович — бывший директор Криворожского металлургического завода, ныне директор Макеевского металлургического завода имени Кирова
18. Ильин, Григорий Маркелович — бывший печной мастер металлургического завода «Серп и Молот», ныне директор того же завода
19. Ковтун, Яков Кондратьевич — бывший токарь завода им. К. Либкнехта, ныне заместитель начальника цеха № 2 того же завода
20. Коган, Павел Исаевич — бывший директор Орджоникидзенского завода, ныне заместитель народного комиссара чёрной металлургии
21. Корешков, Михаил Егорович — бывший начальник сталелитейного цеха завода «Электросталь», ныне директор того же завода
22. Коробов, Илья Иванович — директор завода им. Петровского
23. Крючков, Константин Фёдорович — инженер-конструктор Трубного института
24. Лаушкин, Антон Демьянович — обер-мастер мартеновского цеха Кузнецкого комбината имени Сталина
25. Лычак, Иван Данилович — старший мастер доменного цеха Магнитогорского металлургического комбината имени Сталина
26. Мелёшкин, Сергей Михайлович — заведующий шахтой имени Орджоникидзе треста «Руда»
27. Меркулов, Фёдор Александрович — народный комиссар чёрной металлургии СССР
28. Николаев, Пётр Евстафьевич — бригадир-сварщик трубного цеха металлургического завода им. Ленина
29. Никольский, Борис Александрович — директор Боровического комбината «Красный керамик»
30. Павлов, Александр Михайлович — мастер стана «280» Златоустовского металлургического завода
31. Пеняев, Виктор Андрианович — вальцовщик прокатного цеха Макеевского металлургического завода имени Кирова
32. Поздышев, Иван Михайлович — бывший инженер-исследователь Трубного института, ныне начальник Военного отдела Наркомчермета
33. Попхадзе, Трифон Варденович — начальник участка рудника имени Сталина Чиатурского марганцевого треста
34. Самарин, Михаил Александрович —  механик-изобретатель Боровического комбината «Красный керамик»
35. Сологуб, Антон Алексеевич — старший горновый доменного цеха металлургического завода имени Петровского
36. Сороковой, Алексей Яковлевич — сталевар металлургического завода им. Коминтерна
37. Сухов, Яков Васильевич — мастер сталелитейного цеха № 1 завода «Электросталь»
38. Тарасенко, Евгений Петрович — директор Лутугинского металлургического завода
39. Тарасов, Пётр Ильич — бурщик-проходчик рудоуправления им. Фрунзе треста «Руда»
40. Тихонов, Николай Александрович — начальник тонкостенного цеха металлургического завода им. Ленина
41. Ткаченко, Степан Дмитриевич — аппаратчик нафталинового цеха Серговского коксохимического завода
42. Туртанов, Иван Ильич — мастер стана «700» прокатного цеха металлургического завода «Серп и Молот»
43. Удовенко, Пётр Захарович — литейщик Лутугинского металлургического завода
44. Чайковский, Яков Григорьевич — бывший сталевар завода им. Коминтерна, ныне мастер того же завода
45. Черкасов, Константин Григорьевич — бывший сталевар металлургического завода «Красный Октябрь», ныне заведующий Промотделом Сталинградского обкома ВКП(б)
46. Чесноков, Семён Васильевич — обер-мастер мартеновского цеха металлургического завода «Серп и Молот»
47. Шмелёв, Пётр Павлович — обер-мастер Ново-Тагильского металлургического завода
48. Ямпольский, Аркадий Евсеевич — директор трубопрокатного завода имени Ленина

### 29 марта
- О награждении работников судостроительной промышленности

- За «успешное выполнение заданий правительства по строительству кораблей и освоение новых образцов вооружения для Военно-Морского флота» награждены:

1. Баевский, Исаак Яковлевич — начальник участка завода № 198
2. Балаев, Дмитрий Николаевич — бывший парторг ЦК ВКП(б) завода № 189, ныне начальник Главного управления
3. Барабанов, Николай Георгиевич — директор завода № 194
4. Белов, Павел Петрович — бывший парторг ЦК ВКП(б) завода № 190, ныне заместитель Наркома судостроительной промышленности
5. Бояркин, Константин Иванович — слесарь-стахановец завода № 202
6. Великий, Пётр Осипович — слесарь завода № 189
7. Воронин, Иван Степанович — бригадир-слесарь завода № 201
8. Гормашев, Александр Фомич — директор Мариупольского завода
9. Гулько, Михаил Демьянович — рабочий сборщик завода № 175
10. Доспехов, Константин Никифорович — старший мастер завода № 198
11. Егоров, Михаил Васильевич — начальник отдела научно-исследовательского института № 45
12. Завьялов, Андрей Сергеевич — директор научно-исследовательского института № 48
13. Задорожный, Самуил Никитич — бывший директор завода № 201, ныне начальник Главного управления
14. Зыбин, Алексей Степанович — начальник сборочного цеха завода № 189
15. Иванов, Фёдор Михайлович — начальник участка завода № 190
16. Казанов, Николай Степанович — директор Ижорского завода
17. Каплун, Григорий Данилович — директор завода № 202
18. Карандашёв, Вениамин Иванович — заместитель начальника Главного управления
19. Клечкин, Владимир Михайлович — мастер завода № 196
20. Куликов, Кузьма Васильевич — бригадир завода № 201
21. Лебедев, Пётр Николаевич — начальник Главного управления
22. Левша, Валентин Алексеевич — главный инженер завода № 205
23. Литягин, Георгий Иванович — слесарь завода № 190
24. Мартынов, Василий Иванович — директор завода № 212
25. Мирошниченко, Леонтий Трофимович — начальник прокатного стана завода Мариупольского имени Ильича
26. Моисеенко, Емельян Васильевич — сталевар Мариупольского завода имени Ильича
27. Носенко, Иван Исидорович — директор завода № 189
28. Орешкин, Виктор Михайлович — строитель завода № 190
29. Осипов, Иван Матвеевич — начальник прессового участка Ижорского завода
30. Павлова, Мария Ивановна — нагревальщица завода № 189
31. Панин, Александр Павлович — парторг ЦК ВКП(б) на Мариупольском заводе имени Ильича
32. Попов, Михаил Николаевич — главный инженер Ижорского завода
33. Пузырёв, Никита Алексеевич — сталевар-инструктор Мариупольского завода имени Ильича
34. Разин, Николай Михайлович — начальник Главного управления
35. Романов, Василий Романович — кузнец-стахановец Ижорского завода
36. Селезнёв, Павел Алексеевич — начальник смены Мариупольского завода имени Ильича
37. Терентьев, Василий Петрович — бывший начальник конструкторского бюро, ныне начальник Главного управления
38. Формаковский, Сергей Фёдорович — конструктор завода № 212
39. Фролов, Дмитрий Фролович — сталевар-стахановец Ижорского завода
40. Шибаев, Николай Яковлевич — слесарь-сборщик завода №181
41. Шнитко Александр Георгиевич — начальник участка завода № 190
42. Шокин, Александр Иванович — главный инженер Главного Управления, бывший начальник проектно-конструкторского сектора завода № 205
43. Шпигов, Николай Семёнович — майор государственной безопасности, бывший директор завода № 205
44. Юрьев, Борис Борисович — главный конструктор завода № 212

### 31 марта
- О награждении красноармейцев, командиров и политработников пограничных войск НКВД СССР и колхозников приграничных районов

- За «образцовое и самоотверженное выполнение заданий Правительства по охране государственных границ СССР, за доблесть и отвагу, проявленные при защите границ СССР» награждены:

1. красноармеец Алексеев, Василий Фёдорович
2. младший командир Боровинский, Дмитрий Андреевич
3. красноармеец Ефимцев, Демьян Захарович
4. красноармеец Жуков, Алексей Иванович
5. младший командир Калганов, Михаил Прокопьевич
6. красноармеец Кудряшов, Павел Васильевич
7. младший командир Манько, Александр Титович
8. красноармеец Мясоедов, Иван Егорович
9. красноармеец Поздняков, Михаил Сергеевич
10. красноармеец Пятаков, Кирилл Иванович

- О награждении работников Московского Государственного Еврейского театра

- За «выдающиеся заслуги в развитии советского театрального искусства» награждён:

- Михоэлс, Соломон Михайлович — народный артист РСФСР

## Апрель

### 2 апреля
- О награждении работников рыбной промышленности

- За «образцовую стахановскую работу, успешное освоение техники рыбного лова, и высокие показатели по обработке рыбы» награждены:

1. Адъяев, Адык Шанхорович — рабочий по выгрузке рыбы Могутинского рыбозавода
2. Баткаев, Алим Ахмеджанович — кузнец судоверфи имени Кирова
3. Бурков, Дмитрий Афанасьевич — капитан рефрижератора «Комсомолец Арктики»
4. Бусленко, Николай Филиппович — старший кочегар рыболовного траулера «Двина»
5. Виноградов, Алексей Александрович — кочегар рыболовного траулера 45 «Двина»
6. Гадомская, Мария Валентиновна — работница-сортировщица краболова «Коряк»
7. Дьячков, Михаил Семёнович — начальник политотдела рыбокомбината «Попов»
8. Егоров, Василий Александрович — капитан рыболовного судна «Сазан»
9. Ерофеев, Василий Николаевич — капитан рыболовного сейнера № 72 Волго-Каспийского Госрыбтреста
10. Захаров, Андрей Семёнович — начальник Главвостокрыбы Наркомрыбпрома СССР
11. Котляров, Василий Иванович — капитан рыболовного сейнера № 2 рыбокомбината «Постовая»
12. Ковтуненко, Пётр Калистратович — рыбак Чигинского рыбозавода
13. Куликов, Борис Григорьевич — помполит рефрижератора «Комсомолец Арктики»
14. Лозинский, Андрей Антонович — старший механик рефрижератора «Пищевая Индустрия»
15. Милькин, Михаил Никитьевич — рыбак-колхозник Астраханского Рыбаксоюза
16. Обухов, Александр Кириллович — председатель правления Рыбакколхозцентра
17. Санакин, Александр Иванович — рыбак колхоза имени Сталина Астраханского Рыбаксоюза
18. Сергущенко, Спиридон Иванович — шкипер рыбокомбината «Попов»
19. Скорняков, Николай Ефимович — начальник Главсеврыбы Наркомрыбпрома СССР
20. Сковпен, Дмитрий Николаевич — капитан-директор краболова «Всеволод Сибирцев»
21. Соболева, Варвара Ивановна — мастер филейного цеха Мурманского рыбокомбината
22. Старовойтов, Иван Викторович — матрос рыболовного траулера «Киров»
23. Старовойтов, Пётр Андреевич — инженер по добыче сейнерного комбината Дальгосрыбтреста
24. Стрельбицкий, Андрей Иосифович — капитан рыболовного траулера «Киров»

### 4 апреля
- О награждении передовиков сельского хозяйства Ленинградской области

- За «выдающиеся успехи в сельском хозяйстве, в частности за достижение высоких показателей по льноводству и животноводству» награждены:

1. Борисов, Леонтий Алексеевич — секретарь Островского райкома ВКП(б)
2. Железнов, Иван Дмитриевич — льнотеребильщик Славковской МТС Славковского района
3. Красикова, Анна Ивановна — второй секретарь Псковского окружкома ВКП(б), ранее секретарь Демянского райкома ВКП(б)
4. Кузьмин, Василий Яковлевич — председатель Демянского райисполкома
5. Лашина, Варвара Ивановна — секретарь Волосовского райкома ВКП(б), ранее секретарь Уторгошского райкома ВКП(б)
6. Марков, Василий Александрович — тракторист-льнотеребильщик 1-й Старорусской МТС Старорусского района
7. Седюк, Михаил Игнатьевич — директор Кингисеппской МТС Кингисеппского района
8. Соловьёв, Николай Васильевич — председатель Ленинградского облисполкома ≠
9. Степанов, Николай Степанович — мастер комбайновой уборки Палкинской МТС Палкинского района, инициатор соцсоревнования комбайнеров области
10. Филиппов, Алексей Кузьмич — заведующий МТФ колхоза «Вторые Рабитицы» Волосовского района
11. Шахова, Анна Петровна — звеньевая колхоза «Смена» Демянского района, инициатор создания льноводных звеньев
12. Штыков, Терентий Фомич — второй секретарь Ленинградского обкома ВКП(б)
13. Яковлев, Ефим Яковлевич — председатель колхоза «Смена» Демянского района

### 7 апреля
- О награждении работников текстильной промышленности

- За «перевыполнение плана, за проявленные образцы стахановской работы на предприятиях текстильной промышленности» награждены:

1. Акимов, Илья Николаевич — заместитель Народного комиссара текстильной промышленности СССР
2. Антошин, Иван Иванович — бригадир приготовительного отдела фабрики «Пролетарский труд» (г. Ленинград)
3. Алексеева, Акулина Алексеевна — директор Крестовского льнозавода Велижского района Смоленской области
4. Большакова, Любовь Ивановна — ткачиха фабрики им. Ногина (п. Вичуга Ивановской области)
5. Воронин, Руф Семёнович — главный инженер Меланжевого комбината (г. Иваново)
6. Гасилина, Ольга Михайловна — ватерщица фабрики «Красное Знамя» (г. Раменское Московской области)
7. Голубева, Прасковья Ильинична — ткачиха Дрезненской фабрики (п. Дрезна Московской области)
8. Денисова, Анна Семёновна — ватерщица льнокомбината «Заря социализма» (г. Гаврилов-Ям Ярославской области)
9. Дурнакова, Мария Прокофьевна — подавальщица в декортикатор Городищенского пенькозавода Орловского треста
10. Дмитриев, Владимир Иванович — народный комиссар легкой промышленности Белорусской ССР
11. Ершов, Фёдор Емельянович — директор опытного хлопкозавода № 2 НИИ хлопкозаводов (г. Ташкент)
12. Закускин, Анисим Петрович — заместитель заведующего Ликинской ткацкой фабрики (с. Ликино Московской области)
13. Кадыкова, Людмила Васильевна — ткачиха фабрики «Работница» (г. Ленинград)
14. Комиссарова, Александра Гавриловна — ватерщица прядильно-ткацкого комбината «Рабочий» (г. Ленинград)
15. Кобякова, Софья Павловна — инструктор стахановских методов работы Ярцевской прядильно-ткацкой фабрики им. Молотова (г. Ярцево Смоленской области)
16. Козлова, Татьяна Ильинична — ткачиха тонкосуконной фабрики им. Рудой (г. Пушкино Московской области)
17. Королёва, Вера Ивановна — ткачиха фабрики «Большевик» (г. Родники Ивановской области)
18. Косыгин, Алексей Николаевич — бывший директор фабрики «Октябрьская» в г. Ленинграде, ныне Народный комиссар текстильной промышленности Союза ССР
19. Казьмина, Наталья Кузьминична — ткачиха Егорьевской фабрики «Вождь пролетариата» (г. Егорьевск Московской области)
20. Леонов, Пётр Григорьевич — заведующий художественной мастерской фабрики БИМ имени Молотова (г. Иваново)
21. Малявин, Георгий Анатольевич — заместитель Народного комиссара текстильной промышленности СССР
22. Милохов, Николай Иванович — главный инженер Ферганского Заготхлоптреста
23. Мишина, Александра Васильевна — ватерщица фабрики «Красная Талка» (г. Иваново)
24. Маткомолов, Насырджан — старший джинщик Кокандского хлопкозавода № 1, стахановец (Узбекская ССР)
25. Масленникова, Евдокия Васильевна — ткачиха Трехгорной фабрики имени Дзержинского (г. Москва)
26. Марфина, Лидия Павловна — ткачиха фабрики имени Ногина (г. Вичуга Ивановской области)
27. Полякова, Клавдия Фёдоровна — ткачиха Новоткацкой фабрики (г. Серпухов Московской области)
28. Помпеева, Пелагея Ивановна — работница фабрики имени Болдыревой (п. Кулотино Ленинградской области)
29. Пронин, Пётр Владимирович — начальник приготовительного цеха Старопрядильной фабрики Глуховского комбината (Московская область)
30. Подсобляева, Екатерина Ивановна — ткачиха фабрики имени Ногина (г. Вичуга Ивановской области)
31. Романова, Анастасия Николаевна — инструктор стахановских, методов работы Лихославльского льнозавода (Калининская область)
32. Сахарова, Клавдия Фёдоровна — секретарь Ивановского областного комитета ВЛКСМ
33. Симонженкова, Матрёна Кузьминична — председатель Московского обкома профсоюза хлопчатобумажников, бывшая ткачиха фабрики им. Октябрьской Революции
34. Седин, Иван Корнеевич — секретарь Ивановского обкома ВКП(б)
35. Семячкин, Александр Иванович — инженер-технолог ЦНИИ шёлка (г. Москва)
36. Фельц, Анна Ивановна — ткачиха Занарской фабрики (г. Серпухов Московской области)
37. Хазан, Дора Моисеевна — заместитель Народного комиссара текстильной промышленности СССР
38. Цибина, Александра Арсентьевна — ткачиха комбината «Большевик» (г. Родники Ивановской области)
39. Чепортузова, Елизавета Васильевна — ткачиха комбината «Рабочий» (г. Ленинград)
40. Шавалёва, Ксения Андреевна — заместитель директора прядильной фабрики имени Калинина (г. Калинин)
41. Штатнова, Евгения Фёдоровна — банкаброшница фабрики «Красное эхо» (Ярославская область)
42. Шувандина, Таисья Ивановна — ткачиха фабрики им. рабочего Фёдора Зиновьева (г. Иваново)
43. Шуршина, Ксения Захаровна — директор фабрики им. Ногина Клинцовского треста

### 9 апреля
- О награждении передовиков сельского хозяйства Воронежской области

- За «выдающиеся успехи в сельском хозяйстве и в особенности за перевыполнение планов основных сельскохозяйственных работ» награждены:

1. Белоусов, Павел Яковлевич — председатель колхоза им. Докучаева Таловского района
2. Бухтоярова, Евдокия Алексеевна — свинарка колхоза «Красная Заря» Хлевенского районаа
3. Волков, Николай Петрович — комбайнер Манинской МТС Калачеевского района
4. Воробьёв, Митрофан Петрович — старший механик Липчанской МТС Радченского района
5. Гринцов, Пётр Васильевич — колхозник-опытник колхоза «Трудовик» Верхне-Хавского района
6. Зайцев, Митрофан Андреевич — председатель колхоза «Сила» Спасского сельсовета Верхне-Хавского района
7. Змиевский, Михаил Стефанович — бригадир тракторной бригады Россошанской МТС Россошанского района
8. Ильина, Наталья Максимовна — доярка колхоза им. Ильича Добринского района
9. Крекотень, Сергей Митрофанович — директор Россошанской МТС Россошанского района
10. Левченко, Пётр Митрофанович — бригадир тракторной бригады Петропавловской МТС Петропавловского района
11. Мельников, Василий Васильевич — директор Калачеевской МТС Калачеевского района
12. Меркулов, Иван Савельевич — бригадир тракторной бригады Подгоренской МТС Подгоренского района
13. Небольсин, Емельяна Иванович — комбайнер Тишанской МТС Чигольского района
14. Никитин, Владимир Дмитриевич — секретарь Воронежского обкома ВКП(б)
15. Павленко, Максим Родионович — бригадир тракторного отряда Подгоренской МТС Подгоренского района
16. Петров, Дмитрий Капитонович — секретарь Михайловского райкома ВКП(б)
17. Родин, Владимир Терентьевич — секретарь Кантемировского райкома ВКП(б)
18. Сафронова, Ксения Григорьевна — звеньевая колхоза «Большевик» Добринского района
19. Субботин, Клавдия Петрович — председатель Воронежского облисполкома

### 15 апреля
- О награждении коллективов рабочих, инженерно-технических работников и служащих предприятий тяжёлого машиностроения

- За «выдающиеся успехи в создании и освоении новых машин, перевыполнение плана и успешную организацию стахановской работы» награждены:

1. Коллектив рабочих, служащих, инженерно-технических и хозяйственных работников Кировского машиностроителыюго и металлургического завода в г. Ленинграде.
2. Коллектив рабочих, служащих, инженерно-технических и хозяйственных работников Коломенского машиностроительиого завода им. В. В. Куйбышева в г. Коломне.
3. Коллектив рабочих, служащих, инженерно-технических и хозяйственных работников Уральского завода тяжёлого машиностроения им. Серго Орджоникидзе в г. Свердловске.
4. Коллектив рабочих, служащих, инженерно-технических и хозяйственных работников Станкостроительного завода «Красный пролетарий» в г. Москве.

- О награждении работников тяжёлого машиностроения

- За «успехи в деле создания и освоения новых машин и образцовую стахановскую работу по производству машин» награждены:

1. Акопов, Степан Акопович — бывший директор Уралмашзавода им. Серго Орджоникидзе, ныне заместитель Наркома тяжёлого машиностроения
2. Амбражевич, Сергей Михайлович — конструктор станкозавода им. Л. М. Кагановича
3. Андреев, Алексей Андреевич — кочегар Кировского завода
4. Андрианов, Иван Васильевич — старший мастер Коломенского завода им. Куйбышева
5. Белых, Василий Михайлович — слесарь Уралмашзавода имени Серго Орджоникидзе
6. Бутер, Спиридон Викторович — сталевар Кировского завода
7. Бутырин, Семён Михайлович — кузнец Ворошиловградского завода им. Октябрьской Революции
8. Воронков, Яков Егорович — долбёжник станкозавода «Красный Пролетарий»
9. Гущин, Константин Георгиевич — директор Московского завода шлифовальных станков
10. Ефремов, Александр Илларионович — бывший директор станкозавода имени Серго Орджоникидзе, ныне заместитель Наркома тяжёлого машиностроения
11. Зальцман, Исаак Моисеевич — директор Кировского завода
12. Замогильная, Полина Георгиевна — начальник Станкинпроекта
13. Ильин, Василий Сергеевич — строгальщик Коломенского завода им. Куйбышева
14. Капустин, Яков Фёдорович — парторг ЦК ВКП(б) на Кировском заводе ≠
15. Коваленко, Александр Иванович — мастер Кировского завода
16. Коваленко, Григорий Михайлович — кузнец Уралмашзавода им. Серго Орджоникидзе
17. Коробков, Николай Иванович — директор Уралмашзавода им. Серго Орджоникидзе
18. Крупенин, Аркадий Константинович — начальник цеха Кировского завода
19. Кубышкина, Елизавета Ивановна — крановщица Коломенского завода им. Куйбышева
20. Лебедянский, Лев Сергеевич — заместитель начальника конструкторского бюро Коломенского завода им. Куйбышева
21. Левко, Сильвестр Илларионович — конструктор дизельного института Наркомтяжмаша
22. Литвинов, Михаил Григорьевич — слесарь Кировского завода
23. Лопатин, Александр Андрианович — контрольный мастер станкозавода им. ЦК машиностроения
24. Люльченко, Василий Гаврилович — директор станкозавода им. Ленина
25. Малышев, Вячеслав Александрович — бывший директор Коломенского завода имени Куйбышева, ныне Народный комиссар тяжёлого машиностроения
26. Марков, Виктор Александрович — секретарь парткома станкозавода «Красный пролетарий»
27. Михайличенко, Василий Федосеевич — мастер станкозавода им. Ленина
28. Недосекин, Виктор Иванович — бывший начальник цеха Уралмашзавода им. Серго Орджоникидзе, ныне секретарь Свердловского горкома ВКП(б)
29. Павлов, Дмитрий Семёнович — долбёжник Кировского завода
30. Плюснин, Евтифия Степанович — начальник группы рационализации Уралмашзавода имени Серго Орджоникидзе
31. Порсев, Ананий Данилович — фрезеровщик Уралмашзавода им. Серго Орджоникидзе
32. Потапов, Алексей Иванович — технолог Коломенского завода им. Куйбышева
33. Поздняков, Борис Сергеевич — начальник конструкторского бюро Коломенского завода им. Куйбышева
34. Прокофьев, Михаил Никитович — начальник цеха станкозавода «Комсомолец»
35. Рыбкин, Александр Павлович — главный инженер станкозавода им. Серго Орджоникидзе
36. Сорока, Павел Антонович — конструктор Ворошиловградского завода им. Октябрьской Революции
37. Степанов, Сергей Александрович — бывший главный инженер Коломенского завода имени Куйбышева, ныне заместитель Наркома тяжёлого машиностроения
38. Тараничев, Пётр Фёдорович — директор станкозавода «Красный пролетарий»
39. Тишков, Иван Михайлович — формовщик Уралмашзавода им. Серго Орджоникидзе
40. Ушаков, Сергей Семёнович — бригадир-сборщик Коломенского завода им. Куйбышева
41. Фрезеров, Григорий Рафаилович — директор завода «Фрезер» им. М.И. Калинина
42. Чудов, Николай Павлович — главный конструктор станкозавода имени Серго Орджоникидзе
43. Швиненко, Николай Яковлевич — слесарь станкозавода им. Горького
44. Шмельков, Иван Егорович — бывший начальник ОТК Коломенского завода имени Куйбышева, ныне секретарь Коломенского горкома ВКП(б)
45. Щербаков, Александр Вакулович — слесарь Уралмашзавода им. Серго Орджоникидзе

### 21 апреля
- О награждении коллективов рабочих, инженерно-технических работников и служащих предприятий Народного комиссариата электростанций и электропромышленности СССР

- За «выдающуюся и безаварийную работу на электростанциях, успешную организацию стахановского движения и освоение производства новых типов энерготехнического оборудования на предприятиях электропромышленности» награждены:

1. Коллектив рабочих, служащих, инженерно-технических и хозяйственных работников Шатурской районной электростанции имени Ленина
2. Коллектив рабочих, служащих, инженерно-технических и хозяйственных работников Каширской районной электростанции имени Л. М. Кагановича
3. Коллектив рабочих, служащих, инженерно-технических и хозяйственных работников имени Кирова

- О награждении работников электростанций и электропромышленности

- За «выдающиеся стахановские методы работы и освоение новых типов электрических и тепловых машин на отдельных предприятиях, за безаварийную экономичную работу на электростанциях, электросетях, цехах, агрегатах» награждены:

1. Авраменко, Николай Назарович — мастер электроцеха ДнепроГЭС.
2. Агеев, Алексей Павлович — электромонтёр 8-й Ленинградской электростанции
3. Александров, Дмитрий Семёнович — начальник строительства электромагистрали 220 кв. Сталиногорск — Москва
4. Андреев, Семён Яковлевич — старший кочегар ТЭЦ № 11 Мосэнерго
5. Артёмов, Василий Ильич — старший машинист прямоточного котла ТЭЦ № 9 Мосэнерго
6. Баранова, Анна Васильевна — секретарь бюро партийной организации трансформаторного завода имени Куйбышева
7. Белецкий, Николай Фёдорович — слесарь турбинного цеха Харьковского турбогенераторного завода имени Сталина
8. Бертинов, Альберт Иосифович — бывший начальник конструкторского отдела, ныне главный инженер Харьковского электромеханического завода имени Сталина
9. Блинкова, Мария Даниловна — обмотчица обмоточной мастерской трансформаторного завода имени Куйбышева
10. Богатырёв, Василий Васильевич — бывший начальник строительства Сталиногорской ГРЭС, ныне заместитель Народного комиссара электростанций и электропромышленности
11. Бриль, Василий Степанович — бывший директор завода «Электросила» имени Кирова, ныне заместитель Народного комиссара электростанций и электропромышленности
12. Воронцов, Гавриил Федотович — мастер котельного цеха Ленинградской электростанции № 2
13. Глухов, Иван Афанасьевич — бригадир слесарей строительства Сталиногорской ГРЭС.
14. Горбанёв, Дмитрий Константинович — мастер котельного цеха завода «Красный котельщик»
15. Григорьян, Артём Калантарович — помощник начальника второго участка «Храмгэсстрой»
16. Гусятникова, Прасковья Васильевна — начальник цеха № 5 завода «Укркабель»
17. Исаков, Виталий Иванович — директор Ковровского топочного завода
18. Ивашов, Михаил Тимофеевич — старший кочегар Зуевской ГРЭС
19. Кузнецов, Михаил Васильевич — бригадир по сборке узлов турбомашин Невского машиностроительного завода имени Ленина
20. Каравашкин, Сергей Иванович — мастер литейного цеха завода «Динамо» имени Кирова
21. Кирсанов, Матвей Иванович — старший машинист турбинного цеха Шатурской ГРЭС имени Ленина
22. Кульпин, Михаил Андреевич — дежурный техника машинного цеха Ивановской ГРЭС
23. Левочкин, Максим Данилович — старший машинист турбины Сталиногорской электростанции Мосэнерго
24. Летков, Андрей Иванович — бывший начальник Главного Управления электростанции и электросетей юга, ныне заместитель Народного комиссара электростанций и электропромышленности
25. Мамедов, Аждар Усейнович — старший кочегар ГРЭС «Красная звезда» Азэнерго
26. Павлущенко, Ульян Прокофьевич — старший мастер электроцеха Средне-Уральской районной электростанции
27. Первухин, Михаил Георгиевич — бывший директор Каширской ГЭС, ныне Народный комиссар электростанций и электропромышленности
28. Савин, Дмитрий Степанович — электросварщик штамповочного цеха Уральского завода «Вольта»
29. Саломатин, Михаил Филиппович — сменный мастер турбоцеха электростанции № 1 Мосэнерго
30. Сергиенко, Пётр Михайлович — бывший директор 5-й Ленинградской районной электростанции, ныне заместитель Народного комиссара электростанций и электропромышленности
31. Сергеев, Павел Васильевич — слесарь котельного цеха электростанции № 3 Мосэнерго
32. Соловов, Григорий Афанасьевич — машинист турбины Кизеловской районной электростанции
33. Сидоров, Филимон Максимович — старший мастер 5-й Ленинградской электростанции
34. Сукристик, Василий Семёнович — старший дежурный по щиту управления 1-й Ленинградской электростанции
35. Ситов, Евгений Петрович — директор Московских кабельных сетей
36. Турко, Иосиф Михайлович — директор Ленинградского завода «Пролетарий» ≠
37. Тимофеев, Павел Николаевич — обмотчик роторного цеха завода «Электросила» имени Кирова
38. Цветков, Григорий Михайлович — директор Московского электролампового завода
39. Шеломонов, Сергей Семёнович — директор завода «Электропровод»

### 26 апреля
- О награждении коллективов рабочих, инженерно-технических работников и служащих предприятий цветной металлургии

- За «перевыполнение производственного плана и успешную организацию работы» награждён:

1. Коллектив рабочих, служащих, ннженерно-техннческих и хозяйственных работников Чимкентского свинцового завода имени М. И. Калинина

- О награждении рабочих, инженерно-технических работников и служащих предприятий цветной металлургии

- За «проявленные образцы стахановской работы на заводах, фабриках, стройках, рудниках, приисках, цехах, агрегатах и за успешное освоение новых отраслей цветной металлургии» награждены:

1. Авраменко, Пётр Филиппович — начальник печей № 9—10 завода «Укрцинк»
2. Антропов, Пётр Яковлевич — бывший начальник «Главцинксвинец», ныне заместитель Народного комиссара цветной металлургии
3. Багреев, Иван Григорьевич — бывший директор Кыштымского медэлектролитного завода, ныне директор медносерного комбината «Ормедь»
4. Балуев, Василий Александрович — бригадир-забойщик Хапчерангинского оловокомбината
5. Баталов, Александр Васильевич — бригадир-проходчик треста «Красноуралмедьруда», ныне диспетчер «Главмедьруды»
6. Бочков, Дмитрий Арсеньевич — бывший начальник Главного Управления золотой промышленности, ныне заместитель Народного комиссара цветной металлургии
7. Гладков, Андрей Игнатьевич — мастер-водопроводчик медеобрабатывающего завода «Красный выборжец»
8. Истомин, Пётр Степанович — профессор Московского института цветных металлов и золота
9. Кириллов, Иван Кириллович — мастер завода № 171 имени ОГПУ
10. Крюков, Иван Антонович — бригадир скоростной проходки треста «Кировоградмедьруда»
11. Лисицин, Василий Васильевич — мастер отражательной печи Карабашского медеплавильного завода
12. Паршуков, Иван Кириллович — бригадир-забойщик шахты № 10—11 Ленинского приискового управления треста «Лензолото»
13. Перцев, Устин Иванович — директор Прибалхашского медькомбината
14. Петров, Ефим Григорьевич — слесарь проволочного цеха Кольчугинского завода им. Орджоникидзе
15. Прозоров, Григорий Митрофанович — бурильщик шахты «Центральная» Северо-Карабашского рудоуправления
16. Рискин, Василий Яковлевич — начальник спецлаборатории комбината твердых сплавов.
17. Самохвалов, Александр Иванович — бывший директор Волховского алюминиевого завода им. Кирова, ныне Народный комиссар цветной металлургии
18. Старостин, Михаил Леонтьевич — бывший бригадир стахановской бригады плотников, ныне директор деревообделочного завода Прибалхашского медькомбината
19. Хласов, Вияль — бывший бурщик, ныне инструктор стахановских, методов труда на Риддерскои руднике комбината «Алтайполиметалл»
20. Худяков, Пётр Тимофеевич — бывший бригадир-забойщик комбината «Балейзолото», ныне заместитель председателя горсовета г. Балей
21. Чекасин, Николай Никитич — директор Южноуральского никелевого комбината
22. Царевский, Михаил Михайлович — управляющий трестом «Кольстрой»
23. Штапур, Михаил Фёдорович — бригадир-электролитник Днепровского алюминиевого завода

### 28 апреля
- О награждении работников завода № 115

- За «выдающиеся заслуги в деле создания новых высококачественных самолетов» награждены:

1. Пионтковский, Юлиан Иванович — летчик-испытатель
2. Хромов, Виктор Николаевич — столяр
3. Ястребов, Андрей Иванович — главный инженер

### 29 апреля
- О награждении работников завода № 5, завода им. Ленина, Люберецкого и Харьковского комбинатов им. Ф. Э. Дзержинского и Центральной радиолаборатории

- За «выдающиеся успехи в деле оснащения Красной Армии и Военно-Морского флота военной техникой, создание новых образцов и перевыполнение плана по выпуску продукции» награждены:

1. Белов, Павел Фёдорович — токарь механического цеха завода им. Ленина
2. Берман, Вениамин Соломонович — управляющий Харьковским комбинатом имени Дзержинского
3. Завольский, Алексей Алексеевич — мастер экспериментального цеха Центральной радиолаборатории
4. Ильин, Пётр Васильевич — старший радиотехник Центральной радиолаборатории
5. Кизимов, Василий Фёдорович — директор завода им. Ленина
6. Локшин, Ефим Яковлевич — начальник завода № 5
7. Осипов, Иосиф Петрович — управляющий Люберецким комбинатом им. Дзержинского

## Май

### 4 мая
- О награждении особо отличившихся учителей сельских школ

- За «выдающиеся успехи в деле школьного обучения и советского воспитания детей в сельских, школах, за отличную постановку учебной работы и активное участие в общественной жизни в деревне» награждены:

1. Аббасова, Рабига — учительница НШ Беговатского района Ташкентской области Узбекской ССР
2. Агаев, Мамед Исмаил-оглы — учитель СШ Астрахан-Базарского района Азербайджанской ССР
3. Абдуллаев, Шайфула — учитель НШ колхоза «Ленинский Путь» Ленинабадского района Таджикской ССР
4. Абдуллин, Зиннат Абдуллович — учитель Верхне-Сунской неполной СШ Кзыл-Юлдузского района Татарской АССР
5. Абдуллаев, Мехти — заведующий Биль-Билькентской НШ Касум-Кентского района Дагестанской АССР
6. Абрамишвили, Мария Алексеевна — учительница Дзегвской СШ Тбилисского района Грузинской ССР
7. Азаров, Михей Моисеевич — учитель Выдринской неполной СШ Краснопольского района Могилевской области Белорусской ССР
8. Аксенов, Трофим Алексеевич — учитель Никольской неполной СШ Свердловского района Орловской области
9. Аксюков, Гавриил Андреевич — учитель СШ села Сухорабовка Решетиловского района Полтавской области Украинской ССР
10. Алеева, Мария Николаевна — учительница Чамзинской СШ Чамзинского района Мордовской АССР
11. Алексеев, Иван Тимофеевич — учитель Куйбышевской СШ Куйбышевского района Ростовской области
12. Алексеева, Анна Трофимовна — школьный инспектор отдела народного образования Рыбновского района Рязанской области
13. Алексеева, Наталия Андриановна — учительница Усть-Стерской НШ Белозерского района Челябинской области
14. Алексеев, Семён Акимович — учитель Турочакской СШ Ойротской автономной области Алтайского края
15. Алимов, Ернапас — учитель НШ Мангитского района Хорезмской области Узбекской ССР
16. Андрианов, Андрей Сергеевич — учитель Молдавской неполной СШ села Красный Кут Дубоссарского района Молдавской АССР
17. Андрукович Александра Варнавовна — учительница Тимковичской СШ Копыльского района Минской области Белорусской ССР
18. Антонова, Анна Владимировна — школьный инспектор Погорельского РОНО Погорельского района Калининской области
19. Антоненко, Антонина Алексеевна — учительница Шергинской неполной СШ Кабанского района Бурят-Монгольской АССР
20. Аралбаев, Абдилд — учитель Куланакской НШ Нарынского района Киргизской ССР
21. Архипов, Павел Архипович — учитель Балтачевской СШ Балтачевского района Башкирской АССР
22. Асанова, Азиме — заведующая Аджибулатской НШ Бахчисарайского района Крымской АССР
23. Астемиров, Кураз Керимович — учитель неполной СШ селения Насыр-Корт, Назрановского района Чечено-Ингушской АССР
24. Афанасьев, Михаил Георгиевич — заведующий Моздокской НШ Моздокского района Орджоникидзевского края
25. Ахмадуллин, Хаким Ахмадуллович — директор Наласинской неполной СШ Арского района Татарской АССР
26. Ахмадуллин, Руха Гарифуллович — директор Янзигитовской неполной СШ Краснокамского района Башкирской АССР
27. Ахмедов, Джалгас — учитель НШ Кунградского района Кара-Калпакской АССР
28. Айдагулова, Екатерина Якимовна — учительница НШ Поташстаро-Утяганского сельсовета Елабужского района Татарской АССР
29. Бабамян, Тируи Геворковна — учительница СШ Гадрутского района Азербайджанской ССР
30. Бабуха, Парфентий Васильевич — заведующий НШ Городокского района Каменец-Подольской области Украинской ССР
31. Багазайков, Молдыбай — учитель неполной СШ им. Карла Маркса Кеминского района Киргизской ССР
32. Багмут, Евтихий Григорьевич — учитель НШ села Стрельниково Мало-Девицкого района Черниговской области Украинской ССР
33. Багров, Матвей Иванович — учитель Сундырской СШ Сундырского района Чувашской АССР
34. Байбутаев, Имурат — учитель неполной СШ Галля-Аральского района Самаркандской области Узбекской ССР
35. Байкенов, Аскар — учитель НШ Кенимехского района Бухарской области Узбекской ССР
36. Бакланов, Георгий Родионович — учитель Терновской неполной СШ Тихорецкого района Краснодарского края
37. Банникова, Елизавета Ильинична — учительница Лучинской НШ Истринского района Московской области
38. Бартковская, Анна Андреевна — учительница Тростянецкой СШ им. Шевченко Тростянецкого района Сумской области Украинской ССР
39. Бахуташвили, Мария Васильевна — учительница Земо-Авчальской СШ Телавского района Грузинской ССР
40. Белоземцова, Анастасия Ивановна — учительница Ново-Рогачинской неполной СШ Городищенского района Сталинградской области
41. Березенко, Константин Иванович — учитель Ефремово-Степановской НШ Колушкинского района Ростовской области
42. Беспрозванных, Евдокия Алексеевна — учительница Второтыретской школы Иркутской области
43. Битаров, Евгений Виссарионович — учитель НШ Алагир Алагиро-Ардонского района Северо-Осетинской АССР
44. Бичинская, Афанасий Афанасьевна — учительница Носовской СШ Носовского района Черниговской области Украинской ССР
45. Бабанина, Анна Анисимовна — заведующая Анновской НШ Тепло-Огаревского района Тульской области
46. Бобоева, Анна Александровна — учительница Кыренской СШ Тункинского района Бурят-Монгольской АССР
47. Боброва, Клавдия Григорьевна — директор Фиалетовской СШ Кироваканского района Армянской ССР
48. Богданова, Пелагея Фоминична — учительница Незаметненской НШ Алданского района Якутской АССР
49. Бойчак, Мария Емельяновна — заведующая Анотинской НШ Летичевского района Каменец-Подольской области Украинской ССР
50. Бондаренко, Елизар Антонович — заведующий Веселовской НШ Аржамского района Кировоградской области Украинской ССР
51. Бонько, Дмитрий Семёнович — учитель Ивотской неполной СШ Шосткинского района Сумской области Украинской ССР
52. Бориев, Ахмед — учитель школы колхоза «Путь социализма» Байрам-Алийского района Туркменской ССР
53. Бородаенко, Степан Тимофеевич — учитель Мариновской НШ Калачевского района Сталинградской области
54. Бородулина, Прасковья Ивановна — заведующая НШ совхоза «Мурманск» Кольского района Мурманской области
55. Бронникова, Мария Филипповна — учительница неполной СШ деревни Зимних, Гаринского района Свердловской области
56. Бубляева, Валентина Михайловна — учительница СШ Тихвинского района Ленинградской области
57. Бугулова, Александра Андреевна — заведующая Грецово-Пешковской НШ Лаптевского района Тульской области
58. Будник, Сазон Акимович — учитель начальных классов Покровской СШ Чкаловского района Днепропетровской области Украинской ССР
59. Букреева, Евдокия Емельяновна — учительница Больше-Заборьевской НШ Кировского района Смоленской области
60. Булгин, Иван Денисович — учитель Трескинской неполной СШ Городищенского района Пензенской области
61. Бурко, Наталья Степановна — заведующая НШ села Бзова Барышевского района Киевской области Украинской ССР
62. Бурундуков, Кабир — учитель НШ Алтын-Кульского района Ферганской области Узбекской ССР
63. Бычкова, Мария Яковлевна — учительница Журиничской неполной СШ Брянского района Орловской области
64. Валеев, Тавгуман Хамматович — директор неполной СШ Малоязовского района Башкирской АССР
65. Ванифатов, Парамон Ванифатьевич — директор Колоколовской неполной СШ Кармановского района Смоленской области
66. Васильев, Павел Андреевич — заведующий Бачейковской НШ Бешенковичского района Витебской области Белорусской ССР
67. Вахрина, Капитолина Михайловна — учительница начальной Бердской школы Новосибирского района Новосибирской области
68. Вильховская, Васса Ильинична — учительница Васильковской СШ Васильковского района Днепропетровской области Украинской ССР
69. Вишневская, Вера Петровна — учительница НШ Горько-Валковского сельсовета Ново-Кубанского района Краснодарского края
70. Власова, Антонина, Гавриловна — заведующая Забулдыгинской НШ Глубокинского района Ростовской области
71. Вознесенская, Тамара Ивановна — учительница Коткозерской неполной СШ Олонецкого района Карельской АССР
72. Волкова, Нина Александровна — заведующая НШ им. А. С. Волкова, Удомельского района Калининской области
73. Волков, Николай Васильевич — учитель Саркандской неполной СШ Саркандского района Алма-Атинской области Казахской ССР
74. Воронова, Клавдия Афанасьевна — заведующая НШ Нижне-Амурского района Нижне-Амурской области
75. Востоков, Ефим Петрович — учитель СШ при Энгельском мясокомбинате АССР Немцев Поволжья
76. Вторушин, Григорий Петрович — заведующий начальной Ярковской школой Тюменского сельского района Омской области
77. Гаврилова, Анна Ивановна — заведующая Решетниковской НШ Шурминского района Кировской области
78. Гаврилюк, Иван Семёнович — учитель Ново-Миропольской СШ Дзержинского района Житомирской области Украинской ССР
79. Галахова, Клавдия Ивановна — учительница Ильинской неполной СШ Кимрского района Калининской области
80. Галиев, Муса — учитель НШ Байсунского района Бухарской области Узбекской ССР
81. Гаценко, Сергей Фёдорович — учитель Краснокаменской СШ Александрийского района Кировоградской области Украинской ССР
82. Глурджидзе, Григорий Леванович — учитель Бершуетской неполной СШ Горийского района Грузинской ССР
83. Голикова, Пелагея Семёновна — учительница Колычевской НШ Макаровского района Саратовской области
84. Головко Евдокия Ивановна — учительница СШ села Градижска, Градижского района Полтавской области Украинской ССР
85. Голов, Григорий Иванович — учитель Мушаковской неполной СШ Киясовского района Удмуртской АССР
86. Голуб, Моисей Беркович — учитель Червенской СШ Червенского района Минской области Белорусской ССР
87. Гончаренко, Валентина Антоновна — учительница Лагинской неполной СШ Вознесенского района Одесской области Украинской ССР
88. Горбачёва, Наталья Тимофеевна — директор Семёновской СШ Яковлевского района Приморского края
89. Городничев, Василий Петрович — учитель Петрищевской НШ Переславского района Ярославской области
90. Горышева, Мария Николаевна — учительница Комиссаровской неполной СШ Куйбышевского района Амурской области
91. Градусов, Фёдор Григорьевич — заведующий учебной частья СШ станицы Карабулакской, Сунженского района Чечено-Ингушской АССР
92. Гребенников, Антон Степанович — учитель Березняговской НШ Россошанского района Воронежской области
93. Григорян, Мариам Аракеловна — учительница Аштаракской НШ Аштаракского района Армянской ССР
94. Григорьев, Константин Степанович — директор Багарякской СШ Багарякского района Челябинской области
95. Григорьева, Парасковья Александровна — заведующая Атыковской НШ Шихазановского района Чувашской АССР
96. Гринько, Парасковья Ивановна — учительница Белоглазовской СШ Белоглазовского района Алтайского края
97. Гричко, Анастасия Андреевна — учительница Успенской СШ Амвросиевского района Сталинской области Украинской ССР
98. Гусейнов, Алекпер Ислам-оглы — учитель СШ Ленкоранского района Азербайджанской ССР
99. Дайниченко, Полина, Дмитриевна — учительница Приморской НШ Мариупольского района Сталинской области Украинской ССР
100. Данова, Евгений Исааковна — учительница неполной СШ села Кержево Дубоссарского района Молдавской АССР
101. Дементьева, Екатерина Трофимовна — учительница Карачельской неполной СШ Шумихинского района Челябинской области
102. Денисова, Александра Петровна — заведующая Курмышской НШ Курмышского района Горьковской области
103. Дерябина, Александра Михайловна — учительница Добрянской СШ Добрянского района Пермской области
104. Джалагания, Варвара Ясоновна — учительница неполной СШ с. Кацхсалиети Чиатурского района Грузинской ССР
105. Джиаханшина, Наиля — учительница НШ Кокандского района Ферганской области Узбекской ССР
106. Джиянов, Сатывалды — учитель СШ Беговатского района Ташкентской области Узбекской ССР
107. Дмитриевская, Павла Николаевна — учительница Журавинской НШ Раненбургского района Рязанской области
108. Дмитриев, Иван Стефанович — заведующий Егорьевской НШ Октябрьского района Курской области
109. Добровская, Надежда Андреевна — заведующая Кирилловской НШ Арзамасского района Горьковской области
110. Доброумова, Екатерина Дмитриевна — заведующая Макаровской НШ Сямженского района Вологодской области
111. Долгополов, Михаил Петрович — директор Лозовской СШ Грушковского района Одесской области Украинской ССР
112. Долгих Ефросиния Ивановна — заведующая Ленинской НШ Шабалинского района Кировской области
113. Долгов, Никита Егорович — учитель Баклановской неполной средней шкода, Орловского района Орловской области
114. Дорошевич, Адам Яковлевич — учитель и заведующий учебной частья Горвальской СШ Речицкого района Гомельской области Белорусской ССР
115. Другова, Анна Викторовна — учительница Вотчинской НШ Сысольского района Коми АССР
116. Дьяченко, Прасковья Сидоровна — учительница СШ села Буча, Киевского района Киевской области Украинской ССР
117. Емельянова, Александра Тихоновна — учительница Седельниковской СШ Седельниковского района Тарского округа Омской области
118. Ерохина, Мария Семёновна — учительница школы села Сенихи Купянского района Харьковской области Украинской ССР
119. Есина, Ефросинья Кирилловна — школьный инспектор РОНО Ипатовского района Орджоникидзевского края
120. Еспаев, Ермекпай — учитель Кумбатской НШ Курдайского района Алма-Атинской области Казахской ССР
121. Ефимова, Елизавета Игнатьевна — учительница Варзи-Ятчинской неполной СШ Алнашского района Удмуртской АССР
122. Ефремов, Тимофей Никифорович — учитель Верхне-Спасской неполной СШ Рассказовского района Тамбовской области
123. Жайворонков, Павел Владимирович — учитель Александровской неполной СШ Ново-Троицкого района Запорожской области Украинской ССР
124. Жакашев, Баймурат — заведующий Мадениятской НШ Энбекшильдерского района Северо-Казахстанской области Казахской ССР
125. Железницкая, Надежда Афанасьевна — заведующая Белослудской НШ Ирбитского района Свердловской области
126. Жолудова, Анна Дорофеевна — учительница НШ села Архипо-Осиповка Геленджикского района Краснодарского края
127. Журавлёва, Дарья Акинфиевна — учительница Лопатинской неполной СШ Торбеевского района Мордовской АССР
128. Заводовский, Иван Дмитриевич — учитель Прелестнянской СШ Славянского района Сталинской области Украинской ССР
129. Загфарова, Фатыма Фатыховна — учительница Апастовской СШ Апастовского района Татарской АССР
130. Захарова, Евдокия Борисовна — учительница Пушкарской НШ Валуйского района Курской области
131. Захарова, Елизавета Степановна — учительница Курган-Тюбинской неполной СШ Таджикской ССР
132. Зверева, Ольга Алексеевна — учительница Константиновской НШ Калязинского района Калининской области
133. Зорина, Мария Андреевна — директор Бударинской СШ Бударинского района Сталинградской области
134. Иванова, Елена Ефимовна — учительница Чернавской СШ Чернавского района Рязанской области
135. Иванов, Иван Иванович — учитель Эманинской НШ Покровского района Башкирской АССР
136. Иванов, Моисей Савельевич — директор Студенецкой неполной СШ Шумячского района Смоленской области
137. Ильинская, Варвара Владимировна — заведующая Горнозаводской НШ Советского района Орджоникидзевского края
138. Ильина, Елизавета Акимовна — учительница НШ Знаменского района Орловской области
139. Ильина, Татьяна Васильевна — учительница Бронниковской НШ Пришекснинского района Вологодской области
140. Имнадзе, Авксентий Лукич — учитель неполной СШ с. Хихадзе Хулинского района Аджарской АССР
141. Илялетденов, Низам Илялетденович — учитель неполной СШ Яны-Курганского района Кзыл-Ординской области Казахской ССР
142. Исаева, Анар — учительница Кегетинской неполной СШ Чуйского района Киргизской ССР
143. Казачкова, Надежда Павловна — учительница и заведующую Тупицинской НШ Глинковского района Смоленской области
144. Кайнаров, Курбана Клыч — заведующий Красноводским РОНО Туркменской ССР
145. Калинин, Иван Евстафьевич — директор Букановской неполной СШ Подтелковского района Сталинградской области
146. Калинина, Екатерина Саввична — учительница НШ колхоза им. Куйбышева, Суворовского района Орджоникидзевского края
147. Калкабаев, Абдыкарим — учитель Экпиндинской СШ Андреевского района Алма-Атинской области Казахской ССР
148. Калмыков, Дмитрий Васильевич — учитель Александровской СШ Александровского района Ростовской области
149. Карнаухов, Алексей Иванович — учитель НШ станицы Ладожской, Ладожского района Краснодарского края
150. Карпинский, Пётр Павлович — заведующий Крутневской НШ Хмельницкого района Винницкой области Украинской ССР
151. Карпов, Николай Степанович — заведующий Канинской ненецкой школой Ненецкого национального округа Архангельской области
152. Карандакова, Серафима Сергеевна — директор Верхне-Медведицкой неполной СШ Стрелецкого района Курской области
153. Капанадзе, Пётр Соломонович — учитель Хашурской СШ Хашурского района Грузинской ССР
154. Касьяненко, Иван Семёнович — заведующий Чаплинской НШ Чаплинского района Николаевской области Украинской ССР
155. Керимов, Гямза Малик-оглы — директор неполной СШ Зангеланского района Азербайджанской ССР
156. Кецбай, Владимир Кузаевич — учитель неполной СШ в селении Перво-Гали Гальского района Грузинской ССР
157. Киселёв, Илья Григорьевич — учитель Алексеевской школы Киренского района Иркутской области
158. Киселёва, Клавдия Спиридоновна — учительница Вексинской НШ Буйского района Ярославской области
159. Кириллова, Татьяна Кирилловна — учительница Ушминской НШ Балтасинского района Татарской АССР
160. Кишик, Касьян Лаврентьевич — директор СШ села Брацлава Брацлавского района Винницкой области Украинской ССР
161. Кичигина, Капитолина Александровна — учительница Баландинской НШ Молотовского района Омской области
162. Клячин, Владимир Петрович — учитель НШ села Кашпирские Выселки Сызранского района Куйбышевской области
163. Ковалёв, Афанасий Евсеевич — учитель Беловской неполной СШ Мамлютского района Северо-Казахстанской области Казахской ССР
164. Ковыляева, Мария Ивановна — учительница Клочковской неполной СШ Тейковского района Ивановской области
165. Кожухова, Фёкла Никитична — учительница Лево-Вершинской НШ Барзасского района Новосибирской области
166. Козорезова, Анна Анисимовна — учительница Благодарненской СШ Отрадненского района Краснодарского края
167. Козьминых, Юлия Исааковна — учительница Ильинской СШ Пермско-Ильинского района Пермской области
168. Козьмин, Иван Фёдорович — учитель Филоновской СШ Ново-Анненского района Сталинградской области
169. Колесникова, Дарья Степановна — учительница Камско-Устьинской СШ Камско-Устьинского района Татарской АССР
170. Кондратьев, Антон Степанович — учитель Ляховецкой СШ Ляховецкого района Каменец-Подольской области Украинской ССР
171. Концевич, Николай Андреевич — заведующий Волотовской НШ Гомельского района Гомельской области Белорусской ССР
172. Корженевская, Анна Антоновна — учительница Челноковской неполной СШ Казачинского района Красноярского края
173. Королёва, Елена Яковлевна — учительница Пилюгинской СШ Бугурусланского района Чкаловской области
174. Корнеева, Анна Григорьевна — учительница Ильинской СШ Раменского района Московской области
175. Корниенко, Серафима Яковлевна — учительница Белокуракинской СШ Белокуракинского района Ворошиловградской области Украинской ССР
176. Корехов, Иван Кузьмич — учитель Лепшинской неполной СШ Няндомского района Архангельской области
177. Костенко, Акилина, Саввична — директор неполной СШ станицы Ленинградской Ленинградского района Краснодарского края
178. Косяченко, Ольга Ивановна — учительница неполной СШ села Говгва, Козельщинского района Полтавской области Украинской ССР
179. Кострикова, Анна Мироновна — учительница Елькинской неполной СШ Лебяжского района Кировской области
180. Котрелёв, Михаил Яковлевич — директор Капустинской СШ Новодугинского района Смоленской области
181. Кошорновский, Павел Николаевич — учитель Астраханской СШ Ново-Васильевского района Запорожской области Украинской ССР
182. Краевская, Александра Васильевна — учительница Молдавской СШ села Большой Молокиш Рыбницкого района Молдавской АССР
183. Красновская, Александра Александровна — заведующая Березовской НШ Дубровинского района Тобольского округа Омской области
184. Крестовникова, Ольга Николаевна — заведующая Ногинским районным педагогическим кабинетом Московской области
185. Крутиков, Яков Григорьевич — учитель Верх-Тергенской школы Шахтаминского района Читинской области
186. Крыгина, Парасковья Димитриевна — учительница Климовской неполной СШ Старицкого района Калининской области
187. Кубеев, Испандиар Кубеевич — учитель Аксуатской НШ Мендыгаринского района Кустанайской области Казахской ССР
188. Кувакина, Варвара Матвеевна — учительница Беловодской НШ Карсунского района Куйбышевской области
189. Кугубаев, Алексей Сергеевич — учитель Верх-Потамской неполной СШ Ачитского района Свердловской области
190. Кудрявцева, Анна Васильевна — директор Александровской СШ Сахалинской области
191. Кузнецова, Федосия Васильевна — учительница Щелковской НШ Верейского района Московской области
192. Кузнецова, Пелагея Семёновна — учительница Черно-Ярской СШ Черно-Ярского района Сталинградской области
193. Кузьмина, Ольга Геннадиевна — учительница Ахматской неполной СШ Бальцерского кантона АССР Немцев Поволжья
194. Куликова, Анна Николаевна — учительница Введенской НШ Борисоглебского района Ярославской области
195. Курбангалеев, Сафиулла Асадуллиевич — учитель неполной СШ Юмагузинского района Башкирской АССР
196. Кругляк, Матвей Фёдорович — учитель Середино-Будской СШ Середино-Будского района Сумской области Украинской ССР
197. Куприна, Мария Михайловна — учительница Нижне-Болотовской НШ Бакчарского района Нарымского округа Новосибирской области
198. Кутателадзе, Теофил Георгиевич — учитель Багдадской СШ Багдадского района Грузинской ССР
199. Кутузова, Мария Максимовна — учительница Отскоченской НШ Хлевенского района Воронежской области
200. Куценко, Елена Александровна — учительница Краснополянской НШ Савинского района Харьковской области Украинской ССР
201. Кучаева, Агриппин Петровна — учительница Ремезенской НШ Чамзинского района Мордовской АССР
202. Кучеров, Никифор Васильевич — учитель НШ колхоза им. Калинина Ессентукского района Орджоникидзевского края
203. Кучурин, Иван Михайлович — учитель Суземской СШ Суземского района Орловской области,
204. Лаврова, Агафия Авдотовна — учительница Сабинской СШ Сабинского района Татарской АССР
205. Лавруша, Евдокия Ивановна — заведующая Костромской НШ Апостоловского района Днепропетровской области Украинской ССР
206. Лаптева, Валентина Вячеславовна — учительница Стрелецкой НШ Лебедянского района Рязанской области
207. Лапырина, Елизавета Александровна — учительница Сожинской СШ Смоленского района Смоленской области
208. Ларина, Раиса Григорьевна — учительница Матюнинской НШ Майнского района Куйбышевской области
209. Лебедев, Сергей Иванович — учитель начальных классов Малеевской неполной СШ Льговского района Курской области
210. Лекомцева, Анастасия Андреевна — учительница Ключевской неполной СШ Глазовского района Удмуртской АССР
211. Леонтьева, Лидия Ивановна — директор Мяндусельской неполной СШ Медвежегорского района Карельской АССР
212. Лепешко, Игнат Алексеевич — учитель Теребельской НШ Руденского района Минской области Белорусской ССР
213. Лисанский, Владимир Соломонович — учитель Ефингарской школы Баштанского района Николаевской области Украинской ССР
214. Ломакина, Анна Константиновна — учительница Кубенской НШ Кубино-Озерского района Вологодской области
215. Лубянский, Дмитрий Иванович — учитель НШ села Пустельники, Корнинского района Житомирской области Украинской ССР
216. Ляшенко, Василий Эммануилович — учитель Димитровской неполной СШ Знаменского района Кировоградской области Украинской ССР
217. Мазур, Ксения Владимировна — учительница Бориспольской СШ Бориспольского района Киевской области Украинской ССР
218. Махамбетов, Габдулла — учитель Тайпакской СШ Тайпакского района Западно-Казахстанской области Казахской ССР
219. Макаровская, Клавдия Михайловна — учительница Средне-Ахтубинской НШ Средне-Ахтубинского района Сталинградской области
220. Малевинская, Александра Николаевна — заведующая Талецкой НШ Леденгского района Вологодской области
221. Малова, Екатерина Дементьевна — учительница Белогорской НШ Чистопольского района Татарской АССР
222. Малышев, Родион Яковлевич — заведующий Быстрянской НШ Горецкого района Могилевской области Белорусской ССР
223. Масленников, Анатолий Яковлевич — заведующий Гвасюгинской школой района им. Лазо Хабаровской области
224. Матвеев, Иван Тимофеевич — заведующий НШ с. Елизаветовка Краснолучского района Ворошиловградской области Украинской ССР
225. Матрошилина, Серафима Ивановна — учительница Дергачевской НШ Дергачевского района Саратовской области
226. Модестова, Надежда Петровна — заведующая Рязанцевской НШ Ржевского района Калининской области
227. Меджидов, Меджид Джавад-оглы — учитель НШ Сальянского района Азербайджанской ССР
228. Меликов, Орудж Гаджи-оглы — учитель неполной СШ Кубинского района Азербайджанской ССР
229. Метелёва, Анна Фёдоровна — учительница Юськинской неполной СШ Кезского района Удмуртской АССР
230. Митрофанов, Митрофан Степанович — учитель Мякишевской неполной СШ Хвойнинского района Ленинградской области
231. Мозалевский, Сергей Дмитриевич — учитель Сосницкой СШ Сосницкого района Черниговской области Украинской ССР
232. Маркелова, Зинаида Кондратьевна — учительница СШ Чебеньковского зерносовхоза Оренбургского района Чкаловской области
233. Мурадов, Сахат — директор неполной СШ аула Ашхабад Ашхабадского района Туркменской ССР
234. Муртазин, Фахкулбаян Ахметгалиевич — учитель НШ Кушнаренковского района Башкирской АССР
235. Муталимов, Магомед Муталимович — учитель Акташаульской неполной СШ Хасав-Юртовского района Дагестанской АССР
236. Мухачёва, Елена Степановна — учительница Михайловской НШ Бирского района Башкирской АССР
237. Навлицкий, Владимир Викентьевич — учитель НШ при колхозе имени Парижской Коммуны Широко-Карамышского района Саратовской области
238. Нагиев, Таги — заведующий Гапцагской НШ Докузпаринского района Дагестанской АССР
239. Назаров, Саид — учитель НШ им. Лермонтова Сараибердинского кишлачного совета, Бальджуанского района Таджикской ССР
240. Наубетов, Хамидулла — учитель Тущикудукской неполной СШ Искульского района Гурьевской области Казахской ССР
241. Нафиков, Мударис Абдулхабирович — директор Удряк-Башевской неполной СШ Благоварского района Башкирской АССР
242. Немешаев, Владимир Васильевич — учитель Рогачевской неполной СШ Коммунистического района Московской области
243. Несходовская, Ольга Дмитриевна — учительница Козничанской неполной СШ Бышевского района Киевской области Украинской ССР
244. Нижарадзе, Лонгиноза Ипполитович — директор неполной СШ с. Ткачири, Кутаисского района Грузинской ССР
245. Никифорова, Вера Алексеевна — учительница Владимирской НШ Молотовского района Приморского края
246. Николенко, Екатерина Фоминична — учительница Троицкой НШ Старо-Оскольского района Курской области
247. Новик, Феодора Павловна — учительница Ольдойской СШ Скобородинского района Читинской области
248. Новосельский, Михаил Леонтьевич — учитель НШ Янги-Юльского района Ташкентской области Узбекской ССР
249. Нурумбетов, Аймурза — учитель НШ Тахта-Купырского района Кара-Калпакской АССР
250. Нуркян, Искендир — учитель Тас-Уткульской неполной СШ Карабутакского района Актюбинской области Казахской ССР
251. Образцова, Екатерина Николаевна — учительница 2-й Пестовской СШ Пестовского района Ленинградской области
252. Окладников, Илья Ермолаевич — заведующий Апано-Ключинской НШ Абанского района Красноярского края
253. Онищенко, Наталья Ивановна — учительница СШ села Нижние Сенжары Нижне-Сенжарского района Полтавской области Украинской ССР
254. Орехов, Александр Иванович — директор Доворецкой неполной СШ Солецкого района Ленинградской области
255. Осмоловская, Екатерина Константиновна — заведующая Ток-Шейхской НШ Ак-Шейхского района Крымской АССР
256. Павленко, Ефросиния Ивановна — учительница Новосельской неполной СШ Богушевского района Витебской области Белорусской ССР
257. Павловская, Вера Ефимовна — учительница Андрушевской СШ Андрушевского района Житомирской области Украинской ССР
258. Папин, Иван Димитриевич — учитель Сестринской НШ Ивантеевского района Саратовской области
259. Пасечникова, Юлия Петровна — учительница НШ Алтайского района Алтайского края
260. Паталаха, Павел Васильевич — школьный инспектор РОНО Николаевского сельского района Николаевской области Украинской ССР
261. Пашкова, Антонина Ивановна — директор Мингрельской СШ Абинского района Краснодарского края
262. Пегова, Евдокия Григорьевна — учительница Солтонской неполной СШ Солтонского района Алтайского края
263. Пенькова, Евдокия Петровна — учительница Новлянской неполной СШ Наволокского района Ивановской области
264. Перевозчикова, Прасковья Ивановна — учительница Духовницкой СШ Духовницкого района Саратовской области
265. Перунова, Ольга Алексеевна — заведующая Нижне-Избылецкой НШ Павловского района Горьковской области
266. Петрова, Татьяна Григорьевна — учительница Карельской НШ Моршанского района Тамбовской области
267. Петров, Степан Васильевич — заведующий Гажанской НШ Куединского района Пермской области
268. Петрова, Анна Ивановна — учительница Усть-Камчатской неполной СШ Камчатской области
269. Печёнкина, Нина Александровна — учительница СШ станицы Удобной Удобинского района Краснодарского края
270. Пигузов, Константин Александрович — учитель Старо-Мертлинской НШ Будённовского района Татарской АССР
271. Пир, Клавдия Львовна — учительница НШ Джар-Курганского района Бухарской области Узбекской ССР
272. Писаренко, Павел Петрович — учитель Татаринской неполной СШ Евдаковского района Воронежской области
273. Пискарёв, Алексей Петрович — заведующий РОНО Павлово-Посадского района Московской области
274. Плеханова, Вера Фёдоровна — учительница Курмачкасской неполной СШ Ладского района Мордовской АССР
275. Плюхина, Мария Павловна — учительница Ольховатской неполной СШ Ольховатского района Воронежской области
276. Побережная, Анна Васильевна — учительница Гавриловской НШ Межевского района Днепропетровской области Украинской ССР
277. Побережник, Игнатий Семёнович — заведующий НШ Тепликского района Винницкой области Украинской ССР
278. Погосян, Айкум Оганесовна — учительница Туманянской СШ Аллавердского района Армянской ССР
279. Покровская, Нина Васильевна — учительница Мамошинской НШ Ново-Петровского района Московской области
280. Пономарёва, Александра Дмитриевна — учительница Михайловской НШ Будённовского района Приморского края
281. Попова, Павла Сергеевна — заведующая Кузьмино-Гатьевской НШ Тамбовского района Тамбовской области
282. Попова, Анна Григорьевна — учительница Скороднянской неполной СШ Скороднянского района Курской области
283. Посашева, Зинаида Ильинична — учительница Узгенской СШ Узгенского района Киргизской ССР
284. Постникова, Евдокия Николаевна — учительница Андровской СШ Бердянского района Запорожской области Украинской ССР
285. Преображенская, Людмила Михайловна — заведующая Николо-Топорской НШ Мышкинского района Ярославской области
286. Приданцева, Клавдия Фёдоровна — учительница Красноугольской СШ Тыгдинского района Читинской области
287. Притулова, Александра Николаевна — заведующая Нижне-Замараевской НШ Должанского района Орловской области
288. Прокопович, Елена Максимовна — учительница Крутоярской НШ Бобринецкого района Кировоградской области Украинской ССР
289. Пустовалова, Агафья Петровна — учительница Лесно-Конобеевской неполной СШ Шацкого района Рязанской области
290. Раимжанов, Гусман — учитель Сарыкудуской НШ Чингиставского района Восточно-Казахстанской области Казахской ССР
291. Рахметов, Сальмен — учитель СШ Павлодарского района Павлодарской области Казахской ССР
292. Ревенко, Гликерия Степановна — директор Волоконовской СШ Волоконовского района Курской области
293. Релик, Александра Георгиевна — учительница Веденской СШ Веденского района Чечено-Ингушской АССР
294. Робиташвили, Владимир Заалович — учитель Ахашенской неполной СШ Гурджаанского района Грузинской ССР
295. Рогозина, Евдокия Павловна — учительница Шарлыкской неполной СШ Шарлыкского района Чкаловской области
296. Родыгина, Евдокия Александровна — учительница Немской СШ Немского района Кировской области
297. Рожко, Никита Демьянович — учитель СШ села Литки Броварского района Киевской области Украинской ССР
298. Роздымахина, Неонила Михайловна — учительница СШ с. Чутовка Чутовского района Полтавской области Украинской ССР
299. Рубинская, Мария Митрофановна — заведующая начальной Егорьевской школой Балаклейского района Харьковской области Украинской ССР
300. Рукавишников, Георгий Михайлович — учитель СШ Северо-Енисейского района Красноярского края
301. Рыбалкина, Александра Павловна — учительница Краснохолмской неполной СШ Лимановского района Воронежской области
302. Саакян, Симак Мкртычевич — учитель, избранный заместителем председателя Президиума Верховного Совета Армянской ССР
303. Саварин, Архип Пантелеймонович — учитель НШ с. Белановка Каменец-Подольского района Каменец-Подольской области Украинской ССР
304. Савельев, Захарий Петрович — учитель Быковщинской неполной СШ Гдовского района Ленинградской области
305. Савельева, Юлия Михайловна — заведующая Казанской НШ Павлово-Посадского района Московской области
306. Самадов, Каюм — учитель НШ кишлачного совета Ходжимат Файзабадского района Таджикской ССР
307. Самадашвили, Александр Георгиевич — директор СШ с. Икоти Ленингорского района Грузинской ССР
308. Сапелкина, Татьяна Феофиловна — учительница Рыжковской НШ Шкловского района Могилевской области Белорусской ССР
309. Сахаров, Александр Михайлович — учитель Битковской СШ Сузунского района Новосибирской области
310. Селезнёва, Зоя Иосифовна — учительница Башковской НШ Октябрьского района Калининской области
311. Сермановская, Евгения Петровна — учительница Харманутской школы Тулунского района Иркутской области
312. Сизов, Матвей Алексеевич — заведующий Любовшинской НШ Ново-Деревеньковского района Орловской области
313. Силин, Василий Тимофеевич — учитель Надвинской СШ Руднянского района Смоленской области
314. Синько, Иван Антонович — учитель начальных классов Ново-Майчковской неполной СШ Каховского района Николаевской области Украинской ССР
315. Скородумова, Анна Петровна — учительница Мокшанской СШ Мокшанского района Пензенской области
316. Скринникова, Ираида Архиповна — учительница Мостоцкой неполной СШ Могилевского района Могилевской области Белорусской ССР
317. Скрыпбер, Григорий Васильевич — учитель неполной СШ села Мало-Камышеватское Красноградского района Харьковской области Украинской ССР
318. Смагулов, Абдрахман — учитель НШ Каркаралинского района Карагандинской области Казахской ССР
319. Слюзинская, Вера Куприяновна — учительница начальных классов СШ села Боярка, Лисянского района Киевской области Украинской ССР
320. Смирнова, Валентина Никифоровна — учительница Троицкой СШ Беляевского района Одесской области Украинской ССР
321. Соловьёва, Валентина Ивановна — учительница Березово-Гайской НШ Дубово-Уметского района Куйбышевской области
322. Спирков, Георгий Иванович — директор Гонгинской неполной СШ Винницкого района Ленинградской области
323. Степанов, Вячеслава Николаевич — учитель Панской НШ Ульяновского района Куйбышевской области
324. Строев, Иван Иванович — заведующий Залесской НШ Сосновского района Горьковской области
325. Султанов, Биктимир Султанович — заведующий учебной частью Никифоровской неполной СШ Альшеевского района Башкирской АССР
326. Султанов, Хасан Султанович — директор Миякинской СШ Миякинского района Башкирской АССР
327. Сумарокова, Александра Константиновна — директор Приволжской неполной СШ Середского района Ивановской области
328. Суровцева, Марфа Тимофеевна — учительница Меркенской СШ Меркенского района Южно-Казахстанской области Казахской ССР
329. Сухова, Мария Васильевна — учительница Дебринской НШ Хворостянского района Воронежской области
330. Сухорукова, Антонина Андреевна — учительница Хлызовской НШ Шадринского района Челябинской области
331. Талибов, Кахор — учитель НШ колхоза им. Ворошилова, Дангаринского района Таджикской ССР
332. Таныгина, Мария Ивановна — учительница НШ Асиновского района Новосибирской области
333. Таскина, Клавдия Павловна — учительница Лукояновской сельской неполной СШ Лукояновского района Горьковской области
334. Тафинцева, Людмила Григорьевна — учительница Ляпиговской СШ Алешковского района Воронежской области
335. Твердохлеб, Прокофий Лукьянович — учитель Моевской школы Черневецкого района Винницкой области Украинской ССР
336. Темираев, Тазе Елмарзаевич — учитель Махческой неполной СШ Махческого района Северо-Осетинской АССР
337. Тернов, Иван Димитриевич — учитель Божедаровской СШ Божедаровского района Днепропетровской области Украинской ССР
338. Теслюков, Георгий Иванович — заведующий Чулатовской НШ Новгород-Северского района Черниговской области Украинской ССР
339. Тимофеева, Софья Никитична — заведующая Акчеринской НШ Еласовского района Марийской АССР
340. Тимофеев, Вениамин Харитонович — учитель Бураковской НШ Приозерного района Архангельской области
341. Тимушева, Наталия Семёновна — учительница Усть-Куломской СШ Коми АССР
342. Тихомирова, Александра Валентиновна — учительница СШ Павловского района Воронежской области
343. Ткачёва, Хиония Захаровна — учительница Мостовской НШ Семикаракорского района Ростовской области
344. Ткач, Родион Иванович — учитель Михайловской неполной СШ Ямпольского района Винницкой области Украинской ССР
345. Ткаченко, Никита Димитриевич — учитель Песковской СШ Песковского района Воронежской области
346. Трифонова, Варвара Васильевна — заведующая Подгоринской НШ Старо-Юрьевского района Тамбовской области
347. Труфанова, Виктория Павловна — учительница Петренковской НШ Новоайдарского района Ворошиловградской области Украинской ССР
348. Тупицина, Анна Игнатьевна — учительница Звягинской НШ Пушкинского района Московской области, Заслуженная учительница РСФСР.
349. Турчин, Пётр Леонтьевич — учитель СШ станицы Брюховецкая Брюховецкого района Краснодарского края
350. Турченко, Павел Саввич — заведующий РОНО Хорольского района Полтавской области Украинской ССР
351. Тучкова, Александра Алексеевна — учительница Левашинской СШ Левашинского района Дагестанской АССР
352. Тютькин, Николай Сергеевич — учитель Мало-Лазовской неполной СШ Мичуринского района Тамбовской области
353. Уварова, Елизавета Пантелеймоновна — заведующая Бережецкой НШ Харовского района Вологодской области
354. Ульянова, Елена Карповна — учительница Старо-Яксарской неполной СШ Шемышейского района Пензенской области
355. Утемисов, Джунус Смаргалиевич — учитель СШ Чингирлауского района Западно-Казахстанской области Казахской ССР
356. Ушаков, Василий Васильевич — заведующий Рубинской НШ Тюхтетского района Красноярского края
357. Федоренко, Наталья Николаевна — директор Врадиевской неполной СШ Б.-Врадиевского района Одесской области Украинской ССР
358. Филиппова, Юлия Семёновна — учительница Троицкой СШ Троицкого района Алтайского края
359. Фирсов, Иван Иванович — учитель Пешнигортской неполной СШ Коми-Пермяцкого округа Пермской области
360. Хабибулдаев, Абдрахим — учитель Аккумской НШ Кармакчинского района Кзыл-Ординской области Казахской ССР
361. Хабибулина, Латыфа Идрисовна — учительница Кзыласкерской неполной СШ Ворошиловского района Киргизской ССР
362. Хакимова, Давлятби — учительница НШ кишлака Новобот Комсомолабадского района Таджикской ССР
363. Халилев, Бекир — заведующий Куйбышевским РОНО Крымской АССР
364. Халтурина, Екатерина Ивановна — заведующая Лебедевской НШ Уржумского района Кировской области
365. Ханин, Григорий Борисович — учитель Рошковской неполной СШ Каменского района Молдавской АССР
366. Харитонов, Михаил Харитонович — учитель Карлыганской неполной СШ Мари-Турекского района Марийской АССР
367. Харитонова, Ольга Тихоновна — учительница Полево-Сундырской неполной СШ Комсомольского района Чувашской АССР
368. Харламова, Ольга Александровна — учительница Горецкой неполной СШ Шимского района Ленинградской области
369. Хасенов, Маек — учитель НШ Кош-Агачского аймака Ойротской автономной области Алтайского края
370. Хилков, Константин Иванович — учитель Веселовской неполной СШ Терновского района Пензенской области
371. Хименко, Стефан Трофимович — заведующий Засульской НШ Роменского района Сумской области Украинской ССР
372. Ходжаева, Айша — учительница НШ Мирзачульского района Ташкентской области Узбекской ССР
373. Холодняк, Савва Тарасович — заведующий РОНО Городнянского района Черниговской области Украинской ССР
374. Хоровинникова, Александра Петровна — учительница Безенчукской СШ Безенчукского района Куйбышевской области
375. Хржановский, Геннадий Иванович — директор Любарской неполной СШ Базарского района Житомирской области Украинской ССР
376. Храмова, Анна Михайловна — учительница, выдвинутая заведующей Маслянским РОНО Омской области
377. Худякова, Прасковья Фёдоровна — учитель Елшанской неполной СШ № 1 Бузулукского района Чкаловской области
378. Цагов, Магомед Исмелович — учитель Сармаковской неполной СШ Нагорного района Кабардино-Балкарской АССР
379. Цикуненко, Георгий Васильевич — заведующий Косельской НШ Кормянского района Гомельской области Белорусской ССР
380. Цикунов, Александр Гаврилович — учитель НШ № 1 Рогачёвского района Гомельской области Белорусской ССР
381. Цитковская, Елена Иосифовна — учительница Вильщинской неполной СШ Дзержинского района Минской области Белорусской ССР
382. Черкасс, Никита Самойлович — учитель Градовской СШ Красноармейского района Сталинской области Украинской ССР
383. Черноглазова, Софья Ардалионовна — учительница Петриловской НШ Ильинского района Ивановской области
384. Чиркина, Анна Дмитриевна — заведующий Красногорской НШ Шахунского района Горьковской области
385. Чирков, Георгий Григорьевич — директор Александровской неполной СШ Варненского района Челябинской области
386. Числова, Анна Михаийловна — учительница Абрамовской неполной СШ Абрамовского района Воронежской области
387. Чурышева, Анна Евстигнеевна — учительница Венгеровской СШ Венгеровского района Новосибирской области
388. Шалхыков, Мутул Шалхыкович — учитель Баруновской НШ Юстинского улуса Калмыцкой АССР
389. Шахмурзаев, Сагид Османович — учитель неполной СШ селения Верхний-Чегем Чегемского района Кабардино-Балкарской АССР
390. Шевченко, Александра Григорьевна — учительница Бураевской неполной СШ Ворошиловского района Ворошиловградской области Украинской ССР
391. Шекатурова, Наталья Дмитриевна — учительница Кругловской НШ Лотошинского района Московской области
392. Шемякин, Фёдор Михайлович — учитель Акимо-Ильинской СШ Узловского района Тульской области
393. Шенько, Прасковья Ивановна — учитель Осовской НШ Хойникского района Полесской области Белорусской ССР
394. Шепель, Екатерина Семёновна — заведующая Рощинской НШ Горьковского района Омской области
395. Шестаков, Алексей Захарович — заведующий Чуевской НШ Зверевского района Ростовской области
396. Шестов, Георгий Тимофеевич — учитель Воздвиженской неполной СШ Красно-Партизанского района Чкаловской области
397. Шипина, Агафья Александровна — учительница Пелагиадской неполной СШ Ворошиловского района Орджоникидзевского края
398. Шохина, Мария Павловна — заведующая Чеченинской НШ Работкинского района Горьковской области
399. Шумановский, Корней Павлович — учитель Казновской НШ Фастовского района Киевской области Украинской ССР
400. Шумков, Григорий Иванович — учитель Ношинской неполной СШ Абанского района Красноярского края
401. Шутова, Мария Васильевна — учительница Старо-Решетской НШ Первоуральского района Свердловской области
402. Щеглова, Александра Фёдоровна — учительница Парамоновской неполной СШ Морозовского района Ростовской области
403. Эфендиев, Гамзат Мамед-оглы — учитель педагогического училища Закатальского района Азербайджанской ССР
404. Ющенко, Захарий Иосифович — заведующий НШ села Перше-Травневе Яблоновского района Черниговской области Украинской ССР
405. Якимовская, Анна Александровна — заведующая Выползовской НШ Ильинского района Ивановской области
406. Яковлева, Зинаида Ефимовна — директор Есиповской неполной СШ Солнечногорского района Московской области
407. Ятвинский, Борис Фёдорович — учитель Осиповской НШ Ананьевского района Молдавской АССР

### 17 мая
- О награждении коллективов рабочих, инженерно-технических работников и служащих предприятий химической промышленности

- За «перевыполнение производственного плана и успешную организацию стахановской работы» награждён:

- Коллектив рабочих, служащих, инженерно-технических и хозяйственных работников Ярославского резино-асбестового комбината

- О награждении работников химической промышленности

- За «образцы стахановской работы и успехи в деле освоения новой техники на заводах и рудниках химической промышленности» награждены:

1. Березовский, Иван Афанасьевич — бывший директор Сталиногорского химкомбината, ныне заместитель Наркома химической промышленности
2. Баев, Тимофей Егорович — директор завода СК-2
3. Бондаренко, Иван Антонович — начальник смены цеха Донецкого содового завода
4. Баяндин, Дмитрий Макарович — мастер цеха Березниковского химкомбината
5. Галиоскаров, Хисангир — мастер завода «Красный богатырь»
6. Грачёв, Василий Иванович — каландровожатый завода «Каучук»
7. Денисов, Михаил Фёдорович — бывший доцент Военной Академии химической защиты им. Ворошилова, ныне Народный комиссар химической промышленности
8. Дзяткевич Софья Дмитриевна — сборщица автопокрышек Ярославского резино-асбестового комбината
9. Зеленов, Кузьма Семёнович — клейщик завода «Каучук»
10. Конюхов, Николай Алексеевич — начальник цеха Березниковского химкомбината
11. Коган, Гирш Михелевич — заведующий лабораторией завода лит. «Б»
12. Кулешов, Николай Гаврилович — бригадир слесарей Сталиногорского химкомбината
13. Локшин, Леон Маркович — бывший начальник Главхимпрома, ныне заместитель Наркома химической промышленности
14. Мельник Борис Давыдович — главный инженер Ленинградского завода «Красный химик»
15. Макаров, Матвей Фёдорович — аппаратчик Дорогомиловского химзавода
16. Назаров, Пётр Сергеевич — директор завода СК-4
17. Патоличев, Николай Семёнович — секретарь Ярославского обкома ВКП(б)
18. Плен, Ефим Филиппович — мастер вальцовки завода «Красный треугольник»
19. Соловьёв, Михаил Иванович — бывший директор Ярославского резино-асбестового комбината, ныне начальник Главшинпрома
20. Соловьёв, Константин Михайлович — сборщик автопокрышек Ярославского резино-асбестового комбината
21. Фролов, Александр Яковлевич — директор завода «Красный богатырь»
22. Хакимов, Ярула Хакимович — аппаратчик Чернореченского химзавода
23. Чепцова, Любовь Михайловна — галошница завода «Красный богатырь»
24. Чижов, Александр Фёдорович — аппаратчик завода № 94
25. Червяков, Фёдор Михайлович — помощник начальника автоклавного цеха в Каракумах
26. Шавиков, Фёдор Елизарович — секретарь парткома Ярославского шинного завода
27. Шацких, Пётр Алексеевич — кочегар Сталиногорского химкомбината

### 22 мая
- О награждении работников промышленности боеприпасов

- За «успешное выполнение задания Правительства по производству боеприпасов, за освоение новых образцов боеприпасов для РККА и Военно-Морского флота и за образцовую организация стахановской работы» награждены:

1. Босых, Яков Николаевич — кузнец завода № 184
2. Бодров, Сергей Яковлевич — директор завода им. Дзержинского
3. Бунин, Сергей Алексеевич — главный инженер завода № 68
4. Брук, Григорий Наумович — директор завода № 4, бывший начальник ООТ завода
5. Большакова, Мария Семёновна — работница завода № 6
6. Васильев, Николай Петрович — главный технолог ГСКБ-47
7. Вишневский, Давид Николаевич — начальник ЦКБ-22
8. Грязнов, Дмитрий Михайлович — бригадир завода № 52
9. Давыдова, Клавдия Сергеевна — бригадир завода № 14
10. Евсеев, Степан Константинович — начальник участка завода № 42
11. Ерченков, Иван Михайлович — главный механик завода № 62
12. Ефремов, Борис Алексеевич — начальник ЦУМС'а, бывший директор завода № 11
13. Замараев, Сергей Степанович — слесарь завода им. Дзержинского
14. Заговалова, Евгения Николаевна — бригадир завода № 52
15. Завьялова, Елизавета Николаевна — настройщица автоматов завода им. Дзержинского
16. Иняшкин, Михаил Степанович — заместитель Наркома боеприпасов, бывший секретарь парткома завода № 11
17. Иоффе, Константин Ильич — директор завода № 40, бывший директор завода № 52
18. Какунин, Сергей Сергеевич — директор завода № 62
19. Козлов, Николай Владимирович — секретарь парткома завода № 68
20. Кончев, Семён Кузьмич — начальник 14-го Главка, бывший директор завода № 50
21. Комаров, Филипп Андреевич — парторг ЦК ВКП(б) завода им. Дзержинского
22. Кулаков, Николай Тимофеевич — начальник ГСКБ-47
23. Лукьянов, Дмитрий Степанович — начальник цеха завода им. Дзержинского
24. Мингалеев, Мурзалей — рабочий завода № 40
25. Макова, Анна Андреевна — мастер завода № 52
26. Михайлов, Александр Иванович — заместитель Наркома боеприпасов
27. Мишин, Михаил Ильич — начальник участка завода № 42
28. Мурашова, Феоктиста Алексеевна — контрольный браковщик завода № 50
29. Овчинников, Василий Гаврилович — секретарь райкома ВКП(б) завода № 50
30. Окунь, Герберт Абрамович — заместитель начальник отдела ЦКБ-22
31. Путилова, Евгения Матвеевна — токарь завода № 68
32. Сергеев, Иван Павлович — бывший начальник артиллерийских курсов усовершенствования, ныне Народный комиссар боеприпасов СССР ≠
33. Слонимер, Борис Михайлович — директор НИИ-3
34. Соков, Валентин Ефремович — парторг ЦК ВКП(б) завода № 4
35. Смагин, Пётр Евграфович — наладчик завода № 50
36. Сергеева, Фёкла Сергеевна — бригадир завода № 204
37. Самофеева, Вера Фёдоровна — токарь завода № 68
38. Тургенева, Надежда Гавриловна — работница завода № 40
39. Ходяков, Александр Константинович — заместитель Наркома боеприпасов, бывший директор завода № 68 ≠
40. Шибанов, Василий Яковлевич — директор завода № 11, бывший главный инженер завода № 11
41. Шайхудинов, Салих — слесарь завода № 98
42. Усюкин, Иван Петрович — заведующий кафедрой Института химического машиностроения
43. Юлов, Пётр Алексеевич — мастер завода № 52

### 27 мая
- О награждении командиров, инженеров, техников и рабочих военной приемки Военно-Воздушных Сил и Артиллерийского управления РККА, а также работников артполигонов и артскладов

- За «выдающиеся успехи по содействия заводам и армии в деле освоения новой военной техники» награждены:

1. военинженер 2-го ранга Бурмистров, Иван Степанович
2. бригинженер Петров, Иван Фёдорович

## Июнь

### 7 июня
- О награждении Киргизского Государственного музыкального театра и Киргизской Государственной филармонии‘

- За «выдающиеся заслуги в развитии театральной и музыкальной культуры и воспитание национальных художественных кадров» награждён:

- Киргизский Государственный музыкальный театр

- О награждении участников Декады киргизского искусства, работников Киргизского Государственного музыкального театра и Киргизской Государственной филармонии‘

- За «выдающиеся заслуги в деле развития киргизского театрального искусства» награждены:

1. Куттубаева, Анвар — заслуженная артистка Киргизской ССР, артистка Киргизского Государственного музыкального театра
2. Малдыбаев, Абдылас — заслуженный деятель искусств Киргизской ССР, артист Киргизского Государственного музыкального театра

### 8 июня
- О награждении работников промышленности Наркомата вооружения Союза ССР

- За «выполнение правительственных заданий и освоение новых образцов вооружения и укрепление боевой мощи Красной Армии и Военно-Морского Флота» награждены:

1. Алёнкин, Иван Алексеевич — строгальщик завода № 393
2. Балашев, Григорий Михайлович — рабочий-сверловщика завода № 2
3. Белявцев, Пётр Семёнович — слесарь завода № 393
4. Березин, Михаил Евгеньевич — конструктор ЦКБ-14
5. Берцев, Иосиф Георгиевич — главный инженер завода № 2
6. Быховский, Абрам Исаевич — директор завода № 180
7. Ивкин, Алексей Дмитриевич — рабочий-нарезчик завода № 221
8. Кантеев, Анатолий Харитонович — токарь-стахановец Прожекторного завода
9. Кочкарёва, Татьяна Спиридоновна — работница завода № 180
10. Медведев, Сергей Кириллович — директор завода № 173
11. Силин, Вячеслав Иванович — конструктор ЦКБ-14
12. Старостин, Василий Васильевич — слесарь завода № 173
13. Степанов, Андрей Михайлович — кузнец завода № 180
14. Уваров, Иван Александрович — директор завода ГОМЗ имени ОГПУ
15. Фомина, Екатерина Дмитриевна — фрезеровщица завода № 173
16. Чеботарёв, Фёдор Кузьмич — директор завода № 393
17. Чекалов, Иван Григорьевич — рабочий завода ГОМЗ имени ОГПУ
18. Шавырин, Борис Иванович — начальник СКБ-4

### 10 июня
- О награждении Высшего Военно-Морского Краснознаменного Училища имени М. В. Фрунзе

- В ознаменование 20-й годовщины Высшего Военно-Морского Краснознаменного Училища имени М. В. Фрунзе, «за боевые заслуги в годы гражданской войны и успехи в подготовке командных кадров Рабоче-Крестьянского Военно-Морского Флота» награждено:

- Высшее Военно-Морское Краснознаменное Училище имени М. В. Фрунзе

- О награждении командиров и политработников Высшего Военно-Морского Краснознаменного училища им. М. В. Фрунзе

- В связи с 20-й годовщиной Высшего Военно-Морского Краснознаменного Училища имени М. В. Фрунзе, «за долголетнюю честную работу по выращиванию и воспитанию командных кадров Рабоче-Крестьянского Военно-Морского Флота» награждён:

- капитан 1-го ранга Дмитриев, Иван Николаевич

- О награждении Высшего Военно-Морского Инженерного Училища имени Ф. Э. Дзержинского

- В ознаменование 20-й годовщины Высшего Военно-Морского Инженерного Училища имени Ф. Э. Дзержинского, за «боевые заслуги в годы гражданской войны, исключительные успехи в деле подготовки командиров-инженеров для Рабоче-Крестьянского Военно-Морского Флота и овладение новейшими образцами техники» награждено:

- Высшее военно-морское инженерное училище имени Ф. Э. Дзержинского

- О награждении командиров и политработников Высшего Военно-Морского Инженерного Училища имени Ф. Э. Дзержинского

- В связи с 20-й годовщиной Высшего Военно-Морского Инженерного Училища имени Ф. Э. Дзержинского, «за долголетнюю честную работу по выращиванию и воспитанию командных кадров Рабоче-Крестьянского Военно-Морского Флота» награждены:

1. инженер-флагман 3-го ранга Антонов, Леонид Иванович
2. инженер-флагман 2-го ранга Кочкин, Николай Александрович
3. инженер-флагман 3-го ранга Соколов, Владимир Арсеньевич

- О награждении командиров и полиработников Учебного Отряда подводного плавания имени С. М. Кирова

- В связи с 20-й годовщиной Учебного Отряда подводного плавания имени С.М. Кирова, за «долголетнюю честную работу по выращивания и воспитания командных кадров Рабоче-Крестьянского Военно-Морского Флота» награждён:

- флагман 2-го ранга Броневицкий, Пётр Семёнович

### 11 июня
- О награждении Героя Советского Союза т. Коккинаки В. К. и т. Гордиенко М. Х.

- За «осуществление героического беспосадочного перелета Москва — Исландия — Северная Америка и проявленные при этом выдержку и отвагу» награждены:

1. Герой Советского Союза Коккинаки, Владимир Константинович — командир экипажа самолёта «Москва»
2. Гордиенко, Михаил Харитонович — штурман самолёта «Москва»

### 21 июня
- О награждении работников Кировского завода

- За «успешную работу по выполнения специального правительственного задания» награждён:

- Рудаков, Николай Алексеевич — бывший секретарь РК ВКП(б) Кировского района г. Ленинграда, ныне заведующий техбюро Кировского завода

### 23 июня
- О награждении Отдельной мотострелковой дивизии особого назначения имени Феликса Дзержинского

- В ознаменованпе 15-й годовщины Отдельной мотострелковой дивизии особого назначения имени Феликса Дзержинского, за «образцовое выполнение боевых оперативных и специальных заданий правительства, а также за выдающиеся успехи в боевой и политической подготовке» награждена:

- Отдельная Мото-Стрелковая дивизия особого назначения нмени Феликса Дзержинского

## Июль

### 2 июля
- О награждении красноармейцев, командиров и политработников пограничных войск НКВД СССР

- За «образцовое и самоотверженное выполнение заданий Правительства по охране государственных границ СССР, за доблесть и отвагу, проявленные при защите границ СССР» награждены:

1. Алдабаев, Иван Сергеевич — красноармеец
2. Житков, Михаил Моисеевич — красноармеец
3. Матвеев, Пётр Алексеевич — красноармеец
4. Матронин, Василий Иванович — капитан
5. Углов, Александр Александрович — капитан

### 26 июля
- О награждении работников Всесоюзной переписи населении 1939 года

- За «успешную работу по проведения Всесоюзной переписи населения 1939 года и по организации народно-хозяйственного учёта» награждены особо отличившиеся работники Центрального Управления народно-хозяйственного учёта Госплана СССР:

1. Немчинов, Василий Сергеевич — профессор статистики
2. Слутин, Иван Васильевич — начальник Центрального Управления народно-хозяйственного учёта Госплана ССР
3. Старовский, Владимир Никонович — профессор статистики, заместитель начальника Бюро Всесоюзной переписи населения Центрального Управления народно-хозяйственного учета Госплана СССР

### 28 июля
- О награждении лётчика майора Стефановского П. М.

- За «исключительные заслуги в деле испытания опытных образцов самолётов и проявленное при этом мужество и отвагу» награждён:

- лётчик майор Стефановский, Пётр Михайлович

- О награждении заслуженного артиста РСФСР тов. Козловского И. С.

- За «выдающиеся заслуги в области советского оперного искусства» награждён:

- заслуженный артист РСФСР тов. Козловский, Иван Семёнович

## Август

### 5 августа
- О награждении N-ской танковой бригады орденом Ленина и о присвоении ей имени комбрига тов. Яковлева М. П.

- За «исключительные заслуги при защите Родины» награждена:

- N-ская танковая бригада

### 26 августа
- О награждении красноармейцев, командиров и политработников пограничных войск, а также колхозников, рабочих и служащих приграничных районов

- За «образцовое и самоотверженное выполнение заданий Правительства по охране государственных границ, за доблесть и мужество, проявленные при защите границ СССР» награждён:

- Обора, Сергей Захарович — красноармеец

### 29 августа
- О присвоении звания Героя Советского Союза командирам Рабоче-Крестьянской Красной Армии

- За «образцовое выполнение боевых заданий и геройство, проявленное при выполнении боевых заданий» награждены:

1. майор Абрамов, Константин Николаевич
2. капитан Агибалов, Михаил Павлович
3. младший командир Аношин, Михаил Степанович ★
4. капитан Балашов, Александр Иванович ★
5. старший лейтенант Васильев, Александр Фёдорович
6. майор Глазыкин, Николай Георгиевич ★
7. комкор Жуков, Георгий Константинович
8. старший лейтенант Задорин, Николай Степанович
9. майор Заиюльев, Николай Николаевич
10. старший лейтенант Киселёв, Африкан Иванович ★
11. младший командир Козлитин, Мефодий Михайлович
12. батальонный комиссар Колачёв, Владимир Николаевич
13. младший командир Кочетов, Михаил Сергеевич ★
14. старший лейтенант Кукин, Алексей Васильевич
15. капитан Кустов, Виктор Павлович ★
16. младший командир Мартышин, Сергей Петрович
17. майор Михайлов, Григорий Михайлович
18. лейтенант Мошин, Александр Фёдорович
19. старший лейтенант Орлов, Леонид Александрович
20. младший командир Пономарёв, Павел Елизарович
21. младший командир Просолов, Иван Васильевич
22. старший лейтенант Рахов, Виктор Георгиевич
23. майор Ремизов, Иван Михайлович ★
24. старший лейтенант Скобарихин, Витт Фёдорович
25. капитан Степанов, Евгению Николаевич
26. лейтенант Трубаченко, Василий Петрович
27. командарм 2-го ранга Штерн, Григорий Михайлович ≠
28. полковник Федюнинский, Иван Иванович
29. старший лейтенант Чистяков, Виктор Феофанович
30. старшина пилот Якименко, Антон Дмитриевич
31. комбриг Яковлев, Михаил Павлович ★

- О награждении орденами и медалями СССР командного, политического, начальствующего состава, красноармейцев Рабоче-Крестьянской Красной Армии и работников госпиталей

- За «образцовое выполнение боевых заданий, за доблесть и мужество, проявленные при выполнении боевых заданий» награждены:

1. лейтенант Азбукин, Владимир Алексеевич
2. лейтенант Александров, Анатолий Николаевич
3. младший командир Аминев, Виктор Алексеевич
4. батальонный комиссар Астапенко, Исидор Евстафьевич
5. бригврач Ахутин, Михаил Никифорович
6. капитан Большаков, Александр Селивёрстович
7. капитан Бородай, Борис Герасимович
8. младший командир Борозинец, Тимофей Акимович
9. старший лейтенант Босов, Алексей Петрович
10. капитан Бубнов, Николай Матвеевич
11. заместитель политрука Бутусов, Николай Петрович
12. красноармеец Бычков, Александр Семёнович
13. младший командир Горбатенко, Виктор Иванович
14. младший командир Горбунов, Георгий Нестерович
15. капитан Давыдов, Иван Алексеевич
16. младший командир Дидук, Лукьян Моисеевич
17. политрук Довжик, Прокопий Фёдорович
18. техник-интендант 2-го ранга Дорофеев, Зиновий Степанович
19. старший лейтенант Дурнев, Иван Осипович
20. младший командир Ендовицкий, Фёдор Иванович
21. красноармеец Ермаков, Захар Михайлович
22. младший лейтенант Жигалов, Пётр Дмитриевич
23. капитан Завьялов, Николай Васильевич
24. старший политрук Загреков, Александр Николаевич
25. военфельдшер Занин, Алексей Фёдорович
26. старший лейтенант Зарубин, Виктор Семёнович
27. красноармеец Захаров, Василий Дмитриевич
28. младший командир Зелихов, Александр Саватьевич
29. политрук Зорин, Владимир Александрович
30. красноармеец Зуев, Николай Петрович
31. красноармеец Каляндра, Григорий Тимофеевич
32. красноармеец Карапуз, Иван Моисеевич
33. лейтенант Каргин, Иван Филиппович
34. военврач 3-го ранга Каханский, Василий Аркадьевич
35. старший лейтенант Кожемякин, Евгений Васильевич
36. политрук Козлов, Яков Мартынович
37. капитан Комаров, Дмитрий Иванович
38. старший лейтенант Коротких, Василий Николаевич
39. красноармеец Коротков, Николай Петрович
40. лейтенант Красильщиков, Василий Ильич
41. старший лейтенант Кропычев, Василий Терентьевич
42. капитан Кузнецов, Андрей Иванович
43. лейтенант Ленский, Михаил Георгиевич
44. лейтенант Мартынов, Александр Алексеевич
45. старший политрук Мартынюк, Николай Иванович
46. старший политрук Мерзликин, Андрей Дмитриевич
47. капитан Миронов, Николай Никифорович
48. капитан Мишин, Николай Моисеевич
49. майор Мягков, Павел Афанасьевич
50. дивизионный комиссар Никишев, Михаил Семёнович
51. капитан Новиков, Николай Емельянович
52. старший лейтенант Овчинников, Иван Алексеевич
53. младший командир Омельяненко, Николай Алексеевич
54. майор Петросянс, Николай Григорьевич
55. старший политрук Пильник, Николай Лаврентьевич
56. воентехник 1-го ранга Полковников, Алексей Николаевич
57. старший лейтенант Полоз, Пётр Варновович
58. лейтенант Прилепский, Мефодий Данилович
59. младший командир Прудников, Григорий Фролович
60. младший командир Разуваев, Дмитрий Павлович
61. лейтенант Райков, Гавриил Фёдорович
62. старший лейтенант Русин, Константин Прокофьевич
63. младший командир Русских, Спиридон Семёнович
64. капитан Рязанцев, Александр Иванович
65. майор Рыбкин, Александр Степанович
66. младший командир Рыбкин, Михаил Михайлович
67. военврач 3-го ранга Силин, Николай Дмитриевич
68. военврач 3-го ранга Скворцов, Иван Иванович
69. военврач 2-го ранга Смоляницкий, Захарий Ефимович
70. старший политрук Студнев, Василий Иванович
71. полковой комиссар Сычёв, Василий Андреевич
72. лейтенант Титов, Пётр Иванович
73. политрук Тюфтяков, Егор Фёдорович
74. красноармеец Фисенко, Василий Михайлович
75. красноармеец Фисенко, Михаил Михайлович
76. младший командир Чабан, Пётр Михайлович
77. военврач 3-го ранга Чечелашвили, Гавриил Георгиевич
78. старший политрук Чуркин, Василий Иванович
79. капитан Шавыро, Александр Михайлович
80. младший командир Шатура, Данил Павлович
81. красноармеец Шейкин, Василий Иванович
82. старший политрук Юдаев, Александр Терентьевич
83. батальонный комиссар Ююкин, Михаил Анисимович ★

## Сентябрь

### 10 сентября
- О награждении работников особых строек

- За «отличное и досрочное выполнение правительственного задания по строительству особых объектов промышленности» награждён:

- Орлов, Георгий Михайлович

### 16 сентября
- О награждении организаторов, строителей и оформителей Всесоюзной Сельскохозяйственной Выставки

- «В связи с успешным окончанием работ по строительству Всесоюзной Сельскохозяйственной Выставки» награждены:

1. Ахметьев, Владимир Петрович — главный художник Главного павильона
2. Бенедиктов, Иван Александрович — председатель Выставочного Комитета
3. Бочкарёв, Михаил Павлович — парторг ЦК ВКП(б)
4. Давыдов, Александр Григорьевич — начальник первого строительного участка
5. Курдиани, Арчил Григорьевич — архитектор павильона Грузинской ССР
6. Меркуров, Сергей Дмитриевич — скульптор
7. Назаревский, Сергей Иванович — директор павильона «Садоводство»
8. Свинарёв, Карп Никифорович — бригадир плотников первого строительного участка
9. Тимченко, Фёдор Степанович — бригадир слесарей механической мастерской
10. Чернышёв, Сергей Егорович — главный архитектор
11. Яковлев, Василий Николаевич — главный художник

## Октябрь

### 11 октября
- О награждении академика Комарова В. Л.

- За «выдающуюся научную и общественную деятельность» и в связи с исполняющимся 70-летием со дня рождения награждён:

- президент Академии Наук СССР, академик Комаров, Владимир Леонтьевич

### 17 октября
- О награждении передовиков сельского хозяйства Таджикской ССР

- За «выдающиеся успехи в сельском хозяйстве Таджикской ССР и особенно за перевыполнение плана по хлопку» награждены:

1. Ашуров, Нигмат — второй секретарь ЦК КП(б) Таджикистана
2. Бабаяров, Алимурат — председатель колхоза им. Ленина Кокташского района
3. Бекенов, Тулеган — старший чабан колхоза им. 8-го Марта Октябрьского района
4. Исаев, Таджитдин — третий секретарь ЦК КП(б) Таджикистана
5. Каримов, Пошо — чабан колхоза «Кзыл-Юлдуз» Ленинабадского района
6. Касимова, Шарафат — колхозница колхоза «Янги-Турмыш», Орджонекидзеабадского района
7. Курбанов, Мамадали — председатель Совнаркома Таджикской ССР
8. Латипов, Абдухалик — звеньевой колхоза «Таджикистани Сурх» Кокташского района
9. Мурзаева, Мура — колхозница колхоза им. Сталина
10. Надирбаев, Она — председатель колхоза «Кзыл Аскар» Пролетарского района
11. Норматов, Артык — тракторист Куркатской МТС Наусского района
12. Осатова, Базар — колхозница колхоза «Гуянстан» Октябрьского района
13. Протопопов, Дмитрий Захарович — первый секретарь ЦК КП(б) Таджикистана
14. Сахибназаров, Юлдаш — председатель колхоза «Партизани Сурх» Кокташского района
15. Ташматов, Абдулладжан — председатель колхоза «Стаханов» Рохатинского района
16. Туллабаев, Атабабай — тракторист МТС Пролетарского района
17. Хайдарова, Бибисара — бригадир колхоза «Караван-Сурх» Куйбышевского района
18. Холматова, Артык Биби — колхозница колхоза им. Гаурат Регарского района
19. Холматов, Гуль — бригадир колхоза «Саарват» Орджоникидзеабадского района
20. Шагадаев, Мунавар — председатель Президиума Верховного Совета Таджикской ССР
21. Юлдашев, Хамид — бригадир тракторной бригады Наусской МТС

## Ноябрь

### 4 ноября
- О награждении Армянского Государственного театра оперы и балета им. А. А. Спендиарова и Армянской Государственной филармонии

- За «выдающиеся заслуги в развитии театральной и музыкальной культуры и воспитаниинациональных художественных кадров» награждён:

- Армянский Государственный театр оперы и балета им. А. А. Спендиарова

- О награждении участников декады армянского искусства

- За «выдающиеся заслуги в деле развития армянского театрального и музыкального искусства» награждены:

1. Даниелян, Айкануш Багдасаровна — артистка Государственного театра оперы и балета им. А.А. Спендиарова, заслуженная артистка Армянской ССР
2. Симонов, Рубен Николаевич — художественный руководитель декады армянского искусства, народного артист РСФСР.
3. Тигранян, Арменак Тигранович — композитор, заслуженный деятель искусства Армянской и Грузинской ССР
4. Хачатурян, Арам Ильич — композитор, заслуженный деятель искусства Армянской ССР

### 17 ноября
- О награждении войсковых частей и соединений Красной Армии орденами СССР

- За «доблесть и мужество, проявленные личным составом при выполнении боевых заданий Правительства» награждены:

1. 36-я мотострелковая дивизия
2. 100-я скоростная бомбардировочная авиационная бригада
3. 7-я мотобронебригада
4. Отдельная специальная танковая рота
5. Отдельный противотанковый артиллерийский дивизион 36-й мотострелковой дивизии
6. 24-й мотострелковый полк
7. 175-й артиллерийский полк

- О присвоении звания Героя Советского Союза начальствующему составу Рабоче-Крестьянской Красной Армии.

- За «образцовое выполнении боевых заданий Правительства и проявленное при этом геройство» награждены:

1. младший командир Аминев, Виктор Алексеевич ★
2. капитан Артамонов, Владимир Иванович
3. капитан Борисенко, Григорий Яковлевич
4. старший лейтенант Босов, Алексей Петрович
5. младший командир Бронец, Иван Иванович ★
6. майор Бурмистров, Михаил Фёдорович ★
7. капитан Воеводин, Леонид Михайлович
8. лейтенант Гринёв, Николай Васильевич
9. майор Грухин, Николай Фёдорович ★
10. майор Данилов, Степан Павлович
11. капитан Жердев, Николай Прокофьевич
12. капитан Зайцев, Александр Андреевич
13. капитан Ермаков, Андрей Павлович ★
14. капитан Ильченко, Николай Петрович
15. старший лейтенант Кожухов, Василий Николаевич ★
16. младший лейтенант Козлов, Дмитрий Фёдорович
17. капитан Копцов, Василий Алексеевич
18. политрук Котцов, Александр Васильевич
19. лейтенант Красноюрченко, Иван Иванович
20. полковник Куцевалов, Тимофей Фёдорович
21. красноармеец Лазарев, Евгений Кузьмич
22. младший командир Луговой, Василий Петрович
23. капитан Лукин, Михаил Алексеевич
24. лейтенант Мороз Евгений Евдокимович
25. старший политрук Московский, Александр Николаевич ★
26. младший лейтенант Мясников, Иван Степанович
27. старший лейтенант Нога, Митрофан Петрович
28. младший командир Поднавозный, Степан Трофимович ★
29. младший командир Попов, Николай Захарович ★
30. лейтенант Пьянков, Александр Петрович
31. майор Рыбкин, Александр Степанович
32. батальонный комиссар Скопин, Павел Алексеевич
33. младший командир Слободзян, Василий Семенович
34. старший лейтенант Спехов, Фёдор Яковлевич
35. майор Смирнов, Борис Александрович
36. старший политрук Суворов, Александр Иванович ★
37. полковник Терёхин, Макар Фомич
38. младший политрук Тихонов, Василий Иванович ★
39. старший лейтенант Филатов, Василий Романович

- О награждении орденами и медалями СССР начальствующего состава, красноармейцев Рабоче-Крестьянской Красной Армии и пограничной охраны, членов семей начсостава и работников госпиталей.

- За «образцовое выполнении боевых заданий Правительства и проявленное при этом доблесть и мужество» награждены:

1. лейтенант Агапов, Пётр Ерофеевич
2. полковник Алексеенко, Илья Прокофьевич
3. капитан Андреев, Вениамин Иванович
4. капитан Баев, Матвей Степанович
5. политрук Баранов, Владимир Фёдорович
6. красноармеец Басов, Алексей Варламович
7. красноармеец Безбородов, Павел Тимофеевич
8. красноармеец Белоносов, Иван Ефимович
9. майор Беляков, Аким Семёнович
10. младший командир Брославский, Матвей Ефимович
11. батальонный комиссар Бубнов, Павел Фёдорович
12. старший лейтенант Букирев, Александр Ильич
13. старший лейтенант Быков, Андрей Евграфович
14. капитан Бичук, Филипп Андреевич
15. военврач 3-го ранга Борштенбиндер, Владимир Матвеевич
16. старший лейтенант Брындин, Иван Иванович
17. военврач 3-го ранга Васильев, Леонид Николаевич
18. лейтенант Васильев, Фёдор Васильевич
19. капитан Вахтин, Юрия Борисович
20. капитан Викторов, Николай Никифорович
21. лейтенант Викторов, Сергей Николаевич
22. младший командир Войткевич, Фёдор Иванович
23. старший лейтенант Вусс, Василий Никифорович
24. капитан Глебов, Пётр Андреевич
25. Глебович, Александр Иосифович
26. лейтенант Голубев, Владимир Васильевич
27. политрук Груничев, Василий Степанович
28. лейтенант Гуренков, Фёдор Иванович
29. старший лейтенант Гусев, Иван Петрович
30. лейтенант Демид, Фёдор Фёдорович
31. батальонный комиссар Денисов, Степан Михайлович
32. красноармеец Добрынин, Павел Георгиевич
33. военврач 2-го ранга Дроздов, Дмитрий Иванович
34. старший политрук Дубинов, Иван Александрович
35. майор Егоров, Сергей Алексеевич
36. младший лейтенант Емельянов, Николай Андреевич
37. капитан Зайцев, Николай Сергеевич
38. младший командир Зураев, Пусим Майрамович
39. младший командир Иванов, Анатолий Лаврентьевич
40. младший командир Ивашкин, Иван Петрович
41. лейтенант Игнатьев, Константин Михайлович
42. красноармеец Игошев, Николай Павлович
43. лейтенант Ирхин, Иннокентий Никанорович
44. заместитель политрука Истратов, Александр Максимович
45. младший лейтенант Кабаков, Владимир Григорьевич
46. лейтенант Казначеев, Сергей Иванович
47. младший лейтенант Калашников, Иван Иннокентьевич
48. младший командир Каленик, Сидор Евтихеевич
49. младший командир Калинин, Пётр Ильич
50. красноармеец Калиниченко, Иван Фёдорович
51. младший командир Капустин, Фёдор Алексеевич
52. красноармеец Килин, Александр Иванович
53. младший командир Кичкирюк, Николай Григорьевич
54. политрук Комаристов, Яков Иванович
55. лейтенант Комаров, Борис Иосифович
56. лейтенант Комоса, Анатолий Савельевич
57. заместитель политрука Консков, Григорий Владимирович
58. старший лейтенант Кореняко, Евгений Васильевич
59. младший командир Королюк, Семён Александрович
60. младший командир Косенко, Степан Лукич
61. лейтенант Костенко, Дмитрий Андреевич
62. младший лейтенант Костьков, Александр Павлович
63. младший политрук Кочетов, Николай Николаевич
64. младший политрук Кубышев, Кирсан Максимович
65. старший лейтенант Курбатов, Яков Архипович
66. батальонный комиссар Куропаткин, Георгий Алексеевич
67. красноармеец Лавренко, Михаил Антонович
68. лейтенант Лаврентьев, Михаил Степанович
69. младший политрук Лебедев, Николай Алексеевич
70. младший командир Лементьев, Михаил Иннокентьевич
71. старший лейтенант Лозоренко, Фёдор Адамович
72. старший лейтенант Лукьянов, Александр Николаевич
73. красноармеец Лямзин, Иван Иванович
74. воентехник 1-го ранга Ляхов, Иван Анисимович
75. младший командир Малявка, Илья Трофимович
76. младший командир Митин, Прокофий Григорьевич
77. старший лейтенант Муравьёв, Сергей Сергеевич
78. младший командир Марковцев, Василий Егорович
79. политрук Матвеев, Николай Павлович
80. политрук Медведев, Василий Фёдорович
81. капитан Муравко, Михаил Фёдорович
82. лейтенант Надудкин, Модест Семёнович
83. политрук Никитченко, Пётр Леонтьевич
84. капитан Никулин, Василий Никитович
85. младший командир Новиков, Александр Поликарпович
86. младший политрук Озеров, Пётр Петрович
87. младший командир Орлов, Василий Александрович
88. младший лейтенант Панин, Михаил Николаевич
89. младший командир Панкратов, Михаил Васильевич
90. лейтенант Переплётчиков, Михаил Ильич
91. лейтенант Петренко, Иван Иванович
92. младший командир Печерских, Василий Николаевич
93. политрук Пешков, Иван Иванович
94. старший лейтенант Пилипенко, Пантелеймон Иванович
95. военврач 2-го ранга Плинер, Аркадий Анисимович
96. красноармеец Погорелов, Александр Иванович
97. младший командир Поздеев, Николай Андреевич
98. капитан Полбин, Иван Семёнович
99. младший командир Полиенко, Александр Иванович
100. старший лейтенант Попов, Илья Иванович
101. младший командир Поскряков, Иван Петрович
102. военинженер 1-го ранга Прачик, Иван Андреевич
103. младший лейтенант Прядко, Андрей Николаевич
104. младший командир Пучков, Александр Захарович
105. красноармеец Пьянков, Григорий Иванович
106. младший командир Рогачёв, Степан Борисович
107. заместитель политрука Романов, Георгий Николаевич
108. старший лейтенант Ротовский, Николай Прокопьевич
109. старший лейтенант Рубинов, Михаил Михайлович
110. младший командир Рязанов, Пётр Васильевич
111. политрук Сарвилин, Гаврил Андреевич
112. красноармеец Самотягин, Пётр Петрович
113. младший командир Сафронов, Анатолий Фёдорович
114. красноармеец Свистунов, Иван Петрович
115. красноармеец Семёнычев, Григорий Леонтьевич
116. младший командир Семибратьев, Павел Сергеевич
117. политрук Сердюков, Иван Прокопьевич
118. младший командир Сивцов, Андрей Григорьевич
119. майор Скворцов, Борис Михайлович
120. младший лейтенант Скворцов, Василий Дмитриевич
121. красноармеец Слизко, Пётр Дмитриевич
122. майор Слуцков, Алексей Дмитриевич
123. младший лейтенант Смирнов, Александр Иванович
124. капитан Смирнов, Виктор Сергеевич
125. майор Соколов, Владимир Ильич
126. красноармеец Соколов, Николай Семёнович
127. лейтенант Солнцев, Павел Васильевич
128. батальонный комиссар Сосунов, Николай Семёнович
129. политрук Срослов, Константин Фёдорович
130. майор Судак, Илья Абрамович
131. лейтенант Сучков, Александр Степанович
132. младший командир Сушко, Николай Иосифович
133. старший лейтенант Сысоев, Андрей Петрович
134. красноармеец Титов, Иван Кузьмич
135. младший лейтенант Тихонов, Григорий Павлович
136. старший лейтенант Ткачёв, Виктор Михайлович
137. красноармеец Торшилов, Алексей Васильевич
138. лейтенант Трифоненко, Владимир Владимирович
139. старший лейтенант Трошин, Николай Васильевич
140. батальонный комиссар Туласов, Степан Фёдорович
141. красноармеец Тягун, Сергей Лукьянович
142. лейтенант Уваров, Александр Георгиевич
143. старший лейтенант Ульянов, Алексей Павлович
144. капитан Фомин, Михаил Иосифович
145. старший лейтенант Халилов, Андрей Каниевич
146. красноармеец Хохлов, Алексей Митрофанович
147. старший лейтенант Худенко, Яков Иванович
148. лейтенант Цацулин, Иван Тимофеевич
149. младший лейтенант Цолин, Борис Николаевич
150. красноармеец Чернов, Антон Семёнович
151. младший командир Черновский, Давид Никонович
152. лейтенант Чернышёв, Анатолий Васильевич
153. младший командир Шабаров, Василий Максимович
154. старший лейтенант Шабашёв, Григорий Сафронович
155. военврач 3-го ранга Шрайберг, Михаил Израилевич
156. батальонный комиссар Щелчков, Иван Васильевич
157. младший лейтенант Щербак, Александр Давыдович
158. майор государственной безопасности Иванов, Иван Алексеевич
159. сержант государственной безопасности Саванков, Геннадий Никандрович

- О награждении кавалерийских дивизий 1-й Конной Армии

- В ознаменование 20-й годовщины организации 1-й Конной Армии, «за боевые заслуги прн защите Советского Союза и за успехи в боевой и политической подготовке» награждена:

- 14-я кавалерийская дивизия имени Пархоменко

- О награждении Маршала Советского Союза тов. Будённого С. М.

- В связи с 20-летием 1-й Конной Армии, за «исключительные заслуги в деле организации 1-й Конной Армии» награждён:

- Маршал Советского Союза Будённый, Семён Михайлович

- О награждении орденами СССР Московского и Ленинградского государственных цирков

- За выдающиеся заслуги в деле развития советского циркового искусства и воспитания кадров советских цирковых артистов награждён:

- Московский государственный цирк

### 19 ноября
- О награждении артистов и работников Главного Управления государственных цирков

- За «выдающиеся заслуги в деле развития советского искусства», в связи с 20-летием советского цирка награждены:

1. Дуров-Шевченко, Владимир Григорьевич — артист государственных цирков
2. Ташкенбаев, Егамберды — заслуженный артист Узбекской ССР
3. Эдер, Борис Афанасьевич — заслуженный артист РСФСР

### 23 ноября
- О награждении передовиков сельского хозяйства Туркменской ССР

- За «выдающиеся успехи в сельском хозяйстве и перевыполнение планов основных сельскохозяйственных работ, в особенности по хлопку и животноводству» награждены:

1. Акмаев, Али Хайрулович — секретарь Керкинского окружкома КП(б) Туркмении
2. Байрам, Кули Халлы Кули — чабан колхоза «Тезе-Ел» Байрам-Алийского района
3. Балтаев, Базар — бригадир колхоза «Комсомол» Фарабского района
4. Берды, Мамед — тракторист Марийской МТС
5. Бердыев, Алла Берды — второй секретарь ЦК КП(б) Туркмении
6. Бердыев, Яз Мухамед — секретарь Векиль-Базарского райкома КП(б) Туркмении
7. Вадюнин, Пётр Никифорович — директор Пешан-Алийской МТС Марийского района
8. Ельманов, Александр Иванович — директор Сагар-Чагинской МТС
9. Ерешева, Огуль Беги — сборщица хлопка колхоза имени Халтурина Чарджоуского района
10. Зуев, Николай Семёнович — старший агроном Фарабской МТС
11. Каменев, Иван Фёдорович — первый секретарь Тахта-Базарского райкома КП(б) Туркмении
12. Каралак, Торе — председатель колхоза Дайхан Бирлешик Сталинского района
13. Кособоков, Афанасий Андреевич — директор Саятской МТС
14. Назаров, Ребы — звеньевой колхоза имени 8 марта Куня-Ургенчского района
15. Овезов, Баяр — председатель колхоза имени 8 марта Куня-Ургенчского района
16. Перманов, Курбан — первый секретарь Марыйского райкома КП(б) Туркмении
17. Таиров, Меред — председатель Фарабского райисполкома
18. Худайбергенов, Аитбай — председатель Совнаркома Туркменской ССР

## Декабрь

### 4 декабря
- О награждении работников завода «Красное Сормово»

- В связи с исполняющимся 90-летним юбилеем со дня основания завода НКСП «Красное Сормово» в г. Горьком, «за беспрерывную и долголетнюю образцовую работу на производстве» награждены:

1. Бояркин, Василий Иванович — бригадир цеха № 4
2. Боков, Михаил Григорьевич — мастер цеха № 1
3. Калмыков, Александр Павлович — первый инициатор стахановского движения на заводе, мастер цеха № 24

### 20 декабря
- О присвоении товарищу Иосифу Виссарионовичу Сталину звания Героя Социалистического Труда

- За исключительные заслуги в деле организации Большевистской партии, создания Советского государства, построения социалистического общества в СССР и укрепления дружбы между народами Советского Союза, награждён в день шестидесятилетия:

- Сталин, Иосиф Виссарионович

### 23 декабря
- О награждении Узбекской Советской Социалистической Республики орденом Ленина

- В ознаменование 15-летия со дня образования Узбекской Советской Социалистической Республики и за выдающиеся достижения в области развития сельского хозяйства, в особенности, хлопководства» награждена:

- Узбекская Советская Социалистическая Республика

- О награждении строителей Большого Ферганского канала имени тов. И. В. Сталина

- За «выдающиеся успехи в деле строительства крупнейшего в Союзе ССР ирригационного сооружения — Большого Ферганского канала имени тов. И. В. Сталина» награждены:

1. Азизов, Сайфулла — нарком земледелия Узбекской ССР, председатель технического совета по строительству канала
2. Аллаяров, Абдумухтар — колхозник колхоза «Октябрь» Андижанского района
3. Аманбаев, Ахмед — колхозник колхоза «Бирляшкан» Тюря-Курганского района
4. Аскаров, Абдулла — колхозник колхоза им.Ворошилова Наманганского района
5. Аскоченский, Александр Николаевич — профессор, главный инженер по проектированию канала
6. Бабаев, Хасан — колхозник колхоза «Маданиат» Ферганского района, работавший кетменщиком
7. Байбабаев, Баймирза — колхозник колхоза им. Сталина Нарынского района, работавший кетменщиком
8. Вахабов, Таджимат — колхозник колхоза «Бирляшкан» Тюря-Курганского района, работавший кетменщиком
9. Дарвишев, Сайдазим — колхозник колхоза им. Ленина Алтын-Кульского района, работавший кетменщиком
10. Дусматов, Дунан — колхозник колхоза имени Сталина Нарынского района, работавший кетменщиком
11. Закиров, Умурзак — колхозник колхоза им. Серго Наманганского района
12. Заралов, Абдурасуль — колхозник колхоза им. Сталина Джалал-Кудукского района, работавший кетменщиком
13. Захидов, Хамид — колхозник колхоза «Маариф» Молотовского района, работавший кетменщиком
14. Зупаров, Мамадали — колхозник колхоза им. Сталина Пахтаабадского района
15. Ибрагимов, Тулян — секретарь Ташлакского райкома КП(б) Узбекистана, заместитель начальника по политчасти 20-го стройучастка канала
16. Камалов, Гияс — колхозник колхоза «Бирляшкан» Тюря-Курганского района, работавший кетменщиком
17. Камалов, Сабир — секретарь Ферганского обкома КП(б) Узбекистана, начальник Особого головного строительного участка канала
18. Камбаров, Файзулла — колхозник колхоза «Коммунизм» Алтын-Кульского района, работавший кетменщиком
19. Кенджибаев, Камалетдин — колхозник колхоза им. Жданова Андижанского района
20. Коржавин, Борис Дмитриевич — главный инженер узбекского водного хозяйства, заместитель начальника строительства канала по технической части
21. Курбанов, Рахман — секретарь Багдатского райкома КП(б) Узбекистана, заместитель начальника по политчасти 29-го стройучастка
22. Курбанов, Халдар — колхозник колхоза «Кзыл Узбекистан» Наманганского района
23. Курбатов, Сергей Михайлович — председатель технического совета Наркомзема Узбекской ССР, заместитель председателя технического совета канала
24. Лебедев, Иосиф Дмитриевич — заместитель главного инженера по проектированию, автор проекта канала
25. Мадалиев, Ариф — колхозник колхоза «Кзыл Нишан» Куйбышевского района
26. Маллаев, Ибрагим — колхозник колхоза «Кзыл Октябрь» Андижанского района
27. Мусаев, Абдурахман — секретарь Тюря-Курганского райкома КП(б) Узбекистана, заместитель начальника по политчасти 21-го стройучастка
28. Пославский, Виктор Васильевич — профессор Института ирригации, главный инженер по крупным гидротехническим сооружениям, автор проекта сооружения канала
29. Рахимов, Назарбай — колхозник колхоза «МТС», Панского района, работавший кетменщиком
30. Сагдуллаев, Мамасали — колхозник колхоза «Хасилат» Наманганского района
31. Сатыбалдыев, Каим — колхозник колхоза «Кзыл Узбекистан» Наманганского района
32. Синявский, Клавдий Никанорович — инженер Ферганского областного водного хозяйства, начальник 5-го участка канала
33. Тулаков, Муидин — колхозник колхоза «Кзыл Москва» Алтын-Кульского района, работавший кетменщиком
34. Турабаев, Иргаш — колхозник колхоза «Дехканабад» Наманганского района
35. Турдыев, Рузамат — председатель колхоза им. Дзержинского Андижанского района
36. Умурзаков, Абдуладжан — колхозник колхоза «Кзыл Нишан» Куйбышевского района
37. Усман Ходжаев, Бузрук-Ходжа — председатель Кагановичского райисполкома, руководитель организации труда на косогорном участке
38. Федодеев, Иван Федорович — главный инженер по земляным работам и мелким сооружениям канала
39. Хайдаров, Паяз — колхозник колхоза «Хасилат» Наманганского района
40. Хакимов, Рузали — колхозник колхоза им. Свердлова Алты-Арыкского района, работавший кетменщиком
41. Хамидов, Ислам Гиреевич — секретарь Наманганского райкома КП(б) Узбекистана, заместитель начальника по политчасти 17-го стройучастка
42. Юлдашев, Мирзакарим — колхозник колхоза им. Ленина Алтын-Кульского района, работавший кетменщиком
43. Юнусов, Ташмат — колхозник колхоза им. Сталина Наманганского района, работавший кетменщиком
44. Юсупов, Ибрагим — колхозник колхоза им. Ахунбабаева Маргеланского района, работавший кетменщиком

### 31 декабря
- О награждении орденом Ленина командарма 1-го ранга тов. Шапошникова Б. М.

- За успешную работу по руководству оперативной деятельностью Красной Армией награждена:

- Начальник Генерального Штаба командарм 1-го ранга Шапошников, Борис Михайлович